# میرزا غلام‌رضا اصفهانی

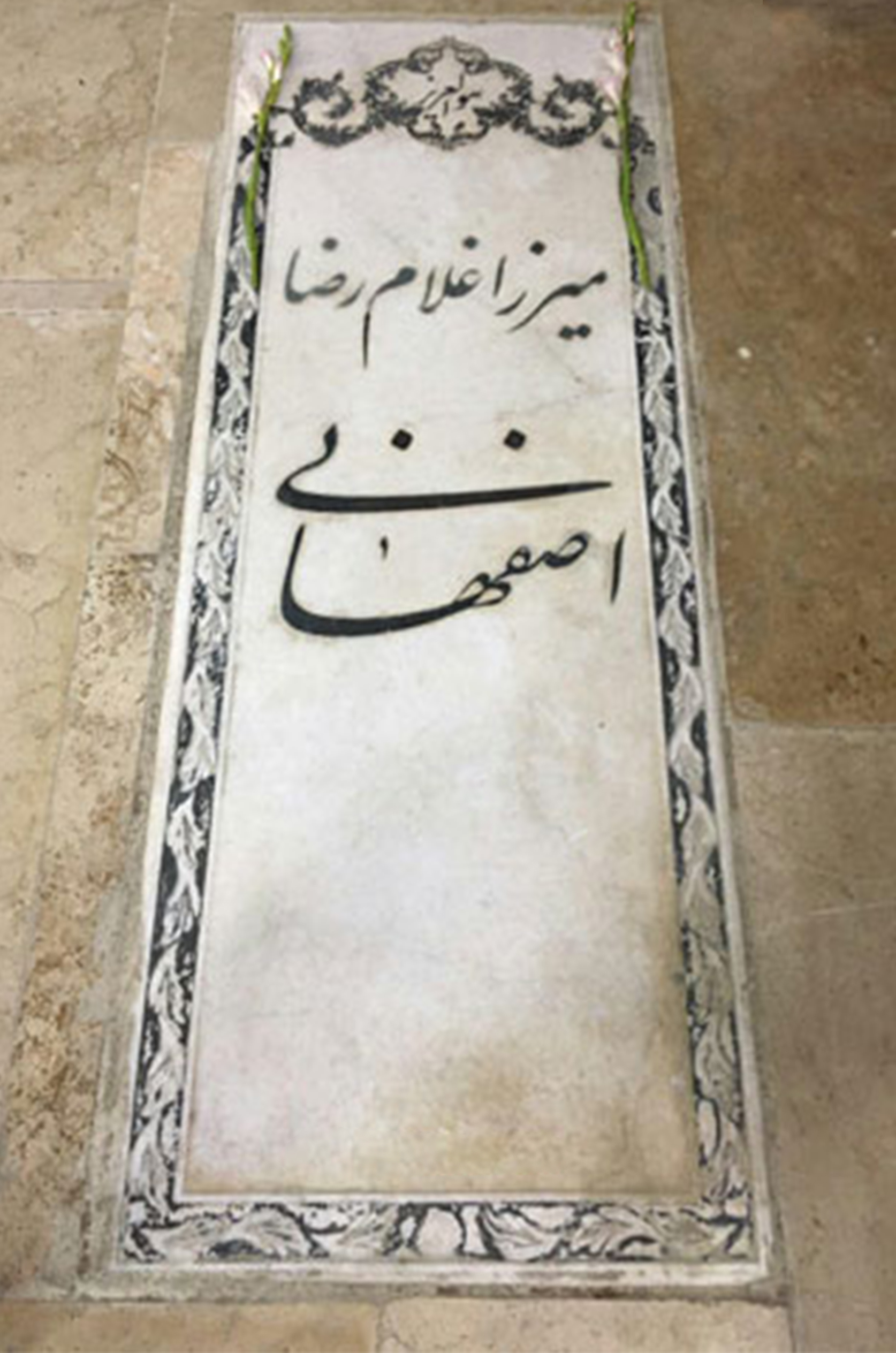
سنگ مزار میرزا غلامرضا در چشمه‌علی شهرری

میرزا غلام‌رضا، شناخته‌شده با نام‌های میرزا غلام‌رضا خوشنویس و میرزا غلام‌رضا اصفهانی، خوشنویس ایرانی در نیمهٔ دوم سدهٔ سیزدهم و اوائل سدهٔ چهاردهم قمری بود. ولادت او در سال ۱۲۴۶ قمری و احتمالاً در شهر اصفهان باشد. او در خانواده‌ای اهل فن و هنر بزرگ شده و پدرش میرزا جان (متوفی ۱۴ شعبان ۱۲۷۹ قمری) از قنادان هنرمند و زبردست اصفهان بوده است. میرزا جان از همسر خود چند فرزندِ دختر داشته اما پسری نداشته است؛ به زیارت بارگاه علی بن موسی الرضا می‌رود و از ایشان پسری طلب می‌کند. پس از آن صاحب فرزندی پسر می‌شود و به همین مناسبت نام او را «غلام‌رضا» می‌گذارد.

## زندگی
میرزا جان، پدر میرزا غلام‌رضا، در زمان محمدشاه قاجار (حکومت ۱۲۵۰- ۱۲۶۴‌ قمری) و احتمالاً در تاریخ ۱۲۶۱ قمری به همراه خانواده از اصفهان به تهران مهاجرت می‌کند و به کسبِ قنادی مشغول می‌شود. پس از مهاجرت به تهران، در زمان ناصرالدین شاه قاجار (حکومت ۱۲۶۴-۱۳۱۳ قمری) همه‌ساله برای عید مجسمهٔ شاه را به همراه تاج و تخت از شیرینی می‌ساخته و هنرنمایی‌های شگفت‌انگیز می‌کرده و در مقابل این هنر سالیانه یک‌هزار تومان مستمری می‌گرفته است.
میرزا غلام‌رضا چنانکه در یادداشتی می‌نویسد، در هفت‌سالگی در احتمالاً شهر اصفهان به مکتب یا آنچه که خود ذکر کرده «دبستان» و «دبیرستان» رفته و مطابق سنّت آموزشِ قدیم به خواندن قرآن و تحصیل دروس رایج آن زمان مشغول می‌شود. در همین سال رؤیای صادقه‌ای می‌بیند که در آن علی بن ابیطالب به ایشان مشقِ خط می‌دهد. چون این خواب را به معلمِ مکتب بازگو می‌کند، معلم او را به تحصیل خط وامی‌دارد و چنان در این امر ترقی می‌کند که پنج سال بعد از این تاریخ از محمدشاه قاجار موفق به دریافت امتیازِ خط می‌شود.
نخستین استادانِ خطّ میرزا غلام‌رضا سید حسین یا حسینعلی چادردوز و آقا محمدباقر سِمسوری اصفهانی (زنده در ۱۲۴۷ قمری) ذکر شده‌اند. هر دو استادِ یادشده از کتیبه‌نویسان و خوشنویسان اصفهانی در سدهٔ سیزدهم قمری بوده‌اند که از ایشان آثاری چند در این شهر به‌جا مانده است. پس از مهاجرت به تهران، میرزا غلام‌رضا خط نستعلیق را نزد آقا میر سید علی حکاک تهرانی (متوفی ۱۲۷۵ قمری) تعلیم می‌بیند. میر سید علی را می‌توان استاد اصلی میرزا غلام‌رضا در خط نستعلیق دانست. میر سید علی پدر میر سید حسین ترک خوشنویس‌باشی (متوفی ۱۲۹۷ قمری) معلّمِ خط مظفرالدین شاه قاجار در ایام ولیعهدی (ولیعهدی ۱۲۷۸-۱۳۱۳ قمری) در تبریز بوده و در مجلس تعلیمِ پدر هم‌مکتب و دوستِ میرزا غلام‌رضا بوده است. میرزا محمد کاظم طهرانی (متوفی ۱۳۲۵ قمری) دیگر خوشنویس این دوره نیز شاگرد میر سید علی بوده است.
میرزا غلام‌رضا از معدود خوشنویسان است که خط شکستهٔ نستعلیق را همچون نستعلیق استادانه می‌نوشته و آن را تکامل بخشیده است. از استادان یاد‌شدهٔ او در خط شکسته، می‌توان به میرزا عبدالجواد اصفهانی (متوفی ۱۲۷۵ قمری) متخلص به عنقا اشاره کرد.
اگرچه شهرتِ اصلی میرزا غلام‌رضا استادی در خط نستعلیق، شکسته نستعلیق و آموزگاری خط در زمان خود بوده، کوشش‌هایی در ادبیات نیز داشته اشت. ایشان شعر می‌نوشته و «غزال» می‌کرده است. میرزا غلام‌رضا در نظم و نثر فارسی شاگرد و معاشر امامقلی خان غارت (متوفی ۱۲۸۹ قمری)، از شاعران سدهٔ سیزدهم قمری بوده و به‌واسطهٔ ایشان با ادیبانِ معاصر و شخصیت‌های صاحب‌ذوق مراوده داشته است. از آن جمله اینکه میرزا غلام‌رضا توسط امامقلی‌خان به میرزاعبدالجواد عنقا برای تعلیم و تکمیل خط شکسته نستعلیق معرفی می‌شود.
از دیگر وجوه شخصیتی میرزا غلام‌رضا گرایش به عرفان و تصوف است. در برخی منابع مرشدِ میرزا غلام‌رضا حاج میرزا صفا (متوفی ۱۲۹۱ قمری) معرفی شده، که قطب مشهور اهل تصوف از سلسلهٔ کمیلیه در اواخر سدهٔ سیزدهم قمری بوده است. به هر روی، میرزا غلام‌رضا خود نیز در عرفان صاحب مراتبی بوده، چنانچه ذکر شده که در طریقت از سالکین کامل بوده است. همچنین نقل کرده‌اند در اواخر عمر میرزا غلام‌رضا، آقا سید زین‌العابدین امام جمعه (متوفی ۱۳۲۱ قمری) امام جمعهٔ وقت تهران، کلاهِ ایشان را به‌جهت فضل و دانش به عمامه تبدیل می‌کند . در حالی که حاج سیاح ذکر کرده که میرزا غلام‌رضا بعد از رفتن به حج معمم شده است.

## آموزش خط در دربار
میرزا غلام‌رضا در نوجوانی و حدوداً در سن ۱۳ سالگی چنانچه که خود نوشته نزد محمدشاه قاجار می‌رود و از ایشان امتیاز خط می‌گیرد. مراجعت‌های منظم او به دربار محمدشاه، احتمالاً برای آموزش خط به شاهزادگان و اشراف بوده و نیز پیوسته با هدایای نقدی و غیرنقدی مورد توجه و حمایت شاه قرار می‌گرفته است.
پس از محمد شاه در دوران پادشاهی ناصرالدین شاه نیز احتمالاً مجلسِ تعلیم خط میرزا غلام‌رضا در دربار شاهی برقرار بوده، چنانچه در نامه‌ای که در بیست‌وپنج‌سالگی خطاب به ناصرالدین شاه می‌نویسد، ذکر می‌کند که مدت ده سال معلم خط شاهزادگان و مستوفی‌زادگان بوده است. بنابراین احتمالاً میرزا غلام‌رضا مدتی بعد از تشویق و حمایت محمد شاه قاجار، معلم خط شاهزادگان و اشراف‌زادگان می‌شود و این مشغولیت احتمالاً تا حدود سال ۱۲۷۱ قمری ادامه داشته است.

## تنگی معاش و رنجِ زندان
بعد از محمد شاه و در زمان پادشاهی ناصرالدین شاه جایگاه میرزا غلام‌رضا دستخوش تغییر می‌شود. آنگونه که به‌نظر می‌رسد، میرزا غلام‌رضا درزمانِ ناصرالدین شاه حمایتِ شاه را همچون زمانِ محمد شاه نداشته است. در نامه‌ای که در بیست‌وپنج‌سالگی به ناصرالدین شاه می‌نویسد از تنگی معیشت گله می‌کند و از ایشان درخواست شغل کتابداری ولیعهد معین الدین میرزا یا نواب امیرنظام محمدقاسم میرزا می‌کند.
در سال‌های بعد از تحریر این نامه میرزا غلام‌رضا به‌ترتیب استاد خود آقا میر سید علی حکاک و پس از او پدرش را از دست می‌دهد و سرپرست خانوادهٔ خود مشتمل بر مادر، خواهرها، برادر، خواهرزادگان و برادرزادهٔ خود می‌گردد. از زندگی میرزا غلام‌رضا در سال‌های ۱۲۷۲ تا ۱۲۸۶ قمری اطلاع چندانی در دست نیست.
به استناد نامه‌ای که میرزا غلام‌رضا در سال ۱۲۸۶ قمری به ناصرالدین شاه می‌نویسد، او در همان سال به‌سبب تهمت‌هایی به زندان می‌افتد. چنانچه ذکر می‌کند، چون در خط به مهارتی رسیده بوده که همگان بر استادی‌اش اتفاق نظر داشته‌اند، مایهٔ حسد بدخواهان واقع می‌شود. از همین رو بدخواهانش او را در مضانّ اتهاماتی قرار می‌دهند که نتیجتاً گرفتار زندان می‌شود. این تهمت‌ها چنان سنگین بوده که مجازات اعدام برای او تعیین می‌شود، لیکن مشمول عفو شاهانه قرار می‌گیرد. این نامه در اصل به قصد برائت از تهمت‌ها و انکار ارتباط او با گروهی که طایفهٔ ظاله معرفی می‌کند نوشته شده است. از مفاد نامه اینگونه برمی‌آید که پس از زندان به سبب اتهامات وارده از ناحیهٔ اجتماع طرد شده و در نتیجه از هر شکل مراوده با مردم باز می‌ماند. برخی اتهام میرزا غلام‌رضا را گرایشات بابی عنوان کرده‌اند. برخی دیگر اتهام او را پیوستن به گروه مخالفان ناصرالدین شاه و کتابت شب‌نامه‌های این گروه ذکر کرده‌اند.
از آنجاکه میرزا غلام‌رضا از جوانی با اجتماع فاضل زمان خود حشر و نشر داشته، همواره در جریان دیدگاه‌های روز و جریان‌های فکری گوناگون بوده است. بنابراین احتمالاً گرایش‌هایی به اندیشه‌های ترقی‌خواهانه در او شکل گرفته که بعدها همین نوع گرایش‌ها اسباب زندان رفتن او را فراهم کرده باشد. احتمالاً دلایل دیر ازدواج کردن میرزا نیز وقایعی نظیر از دست دادن شغل معلمی خطّ دربار، سرپرستی خانواده بعد از مرگِ پدر و دستِ آخر گرفتاری زندان باشد.

## تحت حمایتمعیرالممالک
میرزا غلام‌رضا معلم خطّ عموم شاگردان او شاهزادگان و بزرگ‌زادگان بوده‌ است. از این رو با نخبگان و متنفذان زمان خود به‌طور مستقیم و غیرمستقیم در ارتباط بوده است. یکی از این متنفذان دوستعلی خان نظام‌الدوله معیرالممالک (۱۲۳۶-۱۲۹۰ قمری) است که میرزا غلام‌رضا پیش از زندان با او مراوداتی داشته است. نظام‌الدوله از وزرای محبوب ناصرالدین شاه بود. او از خاندان معیرالممالک است و این خاندان از اواسط صفویه منصب خزانه‌داری دولت را عهده‌دار بوده‌اند. دوستعلی خان و فرزندش امیردوستمحمد خان (۱۲۷۳-۱۳۳۱ قمری) هر دو اهل فرهنگ و هنر بودند و از حامیان مهم هنر و هنرمندان در زمان خود محسوب می‌شده‌اند.
ارتباط میرزا غلام‌رضا با خاندان معیرالممالک از طریق رستمعلی، پیش‌کارِ نظام‌الدوله، بوده که در طریقت و تصوف هم‌سلوک وی بوده است. میرزا غلام‌رضا نمونه‌هایی از خطوط خود را به‌وسیلهٔ رستمعلی تقدیم نظام‌الدوله که شخصی هنرشناس بوده می‌کند. این خطوط مقبول طبع نظام‌الدوله می‌افتد و زمینه‌ساز شکل‌گیری رابطه‌ای میان میرزا غلام‌رضا و نظام‌الدوله می‌شود.
زمانی که میرزا غلام‌رضا به زندان می‌افتد و به مجازات سخت اعدام دچار می‌شود، در پی استفاده از رابطه‌اش با نظام‌الدوله برای رهایی از مخمصه برمی‌آید. او سطری در زندان با متن «در سنگلاخ حیرتم افکنده روزگار» می‌نویسد و آن را همراه نامه‌ای به نظام‌الدوله می‌فرستد. پس از آن نظام‌الدوله شفاعت او را نزد شاه می‌کند و شاه نیز او را می‌بخشد و مسئولیتش را به او می‌سپارد.
مدتی پس از رهایی از زندان، نظام‌الدوله او را نزد خود فراخوانده و به خدمت در دستگاه معیرالممالک در ازای دریافت مقرری و مزایایی دیگر نظیر محل زندگی دعوت می‌کند. از این تاریخ به بعد میرزا غلام‌رضا تا حدوداً پایان عمر خود در دستگاه معیرالممالک‌ها خدمت می‌کرده، به فرزندان نظام‌الدوله، بستگان ایشان و کارگزارانش تعلیم خط می‌داده و از مزایای اقامت در منزل معیرالممالک‌ها نظیر دسترسی به گنجنیهٔ نسخ خطی و نفایس هنری معیرالممالک بهره‌مند می‌شده است.

## مجلس تعلیم خط
شهرت میرزا غلام‌رضا علاوه بر استادی در خطوط نستعلیق و شکسته نستعلیق، به معلمی خط و همچنین تحریر کتیبه‌های مسجد و مدرسهٔ سپهسالار بوده است. برخی منابع از میرزا غلام‌رضا به عنوان معروف‌ترین استاد خط در اواخر سدهٔ سیزدهم قمری یاد کرده‌اند که در آموزگاری و کتیبه‌نگاری سرآمد اقران بوده است. برخی دیگر نوشته‌اند که اغلب اهالی تهران از او تعلیم خط گرفته‌اند. آنچه که مشخص است، میرزا غلام‌رضا چنانکه خود ذکر می‌کند از نوجوانی مشغول تعلیم خط به بزرگان بوده که این مشغولیت به مدت حدوداً ۴۳ سال تا پایان عمر ایشان ادامه داشته است.
چنانچه از شخصیت چندوجهی او برمی‌آید، مجلس تعلیم او محل بحث‌های ادبی، تاریخی و اخلاقی بوده که بزرگان زمان در آن شرکت می‌‌کرده‌اند و از محضر میرزا غلام‌رضا و سایر حاضرین بهره‌مند می‌شده‌اند.

## پایان عمر
سال‌های پایانی عمر میرزا غلام‌رضا علاوه بر خوشنویسی قطعات به تعلیم خط نیز می‌گذشته است. از جمله مشغولیت‌های مهم او در پایان عمر تحریر کتیبه‌های جلوخان مسجد و مدرسهٔ سپهسالار تهران و بخشی از کتیبه‌های حیاط است که به سفارش یحیی خان معتمدالملک (۱۲۴۳-۱۳۰۹ قمری)، برادر حاج میرزا حسین خان سپهسالار (۱۲۴۱-۱۲۹۸ قمری) و وزیر عدلیهٔ وقت، در بین سال‌های ۱۲۹۹ تا ۱۳۰۴ قمری انجام می‌شود. کتیبهٔ مسجد سپهسالار از مهم‌ترین و ماندگارترین کارهای میرزا غلام‌رضا در زندگی حرفه‌ای‌اش است.
دوران خدمت میرزا غلام‌رضا در دستگاه معیرالممالک اندکی پیش از مرگ ایشان به دلایلی که هنوز مشخص نیست به پایان می‌رسد. لیکن تا پایان عمر همچنان برای تعلیم خط به خانهٔ معیرالممالک‌ها می‌رفته است. او در سال‌های پایانی عمر داغدار مرگ برادرزاده‌اش محمد (۱۲۸۶-۱۲۹۹ قمری) و فرزند خردسالش محمدرضا (۱۳۰۰-۱۳۰۴ قمری) می‌شود و در رثای فرزند نیز قصیده‌ای سوزناک می‌نویسدː
| به چشم اندرم آب اندر دل آتش   |  | به سر خاک و لب باد سرد خزانی |
| همم دیدهٔ ماتم و طعم خون شد    |  | سماع مغنی شراب مغانی         |
| پس از دیدن داغ و ناکامی او    |  | مرا مرگ خوشتر ازین زندگانی   |
| به کشتی عمرم ازین پس نماید    |  | اجل ناخدایی الم بادبانی      |
| ندانم به گیتی دگر چند مانم    |  | کند ملک دل را غمان حکمرانی   |
| هشیوار مردانگی ژرف بنگر       |  | برین دیورین به چشم نهانی     |
| منه دل به اقبال گیتی که ناچار |  | به مقلوب ان لابقا بازمانی    |
| چو زین خاکدان رفت بابد بگردان |  | دل دوستاری ازین ملک فانی     |
| نیابی به جز خسر ازین دهر خاسر |  | اگر اردشیری وگر اردوانی      |
| الا ای جگرخواره چرخ ستمکار    |  | سبک‌پا چرایی بدین سرگرانی     |
| به تن چاک کردی ز سر در ربودی  |  | قبای قبادی کلاه کیانی        |
| کجا رفت آن فره آفریدون        |  | کجا رفت آن رایت کاویانی      |
| کجا رفت آن فر افراسیابی       |  | کجا رفت نیروی نوشیروانی      |
| کجایی دستان سام و نریمان      |  | چه شد رستم و آن جهان پهلوانی |

سرانجام میرزا غلام‌رضا در زمستان ۱۳۰۴ قمری در پنجاه‌وهشت‌سالگی از دنیا می‌رود و در جوار حاج میرزا صفا در باغ صفائیهٔ شهرری متعلق به حاج میرزا حسین خان سپهسالار به خاک سپرده می‌شود. چنانچه از مشق‌های تعلیمی و آثار ایشان در روزهای پایانی عمر برمی‌آید، احتمالاً به بیماری زمین‌گیری مبتلا نبوده و در مهارت کامل خط می‌نوشته و تعلیم می‌داده است. چنانکه در همان سال مشغول تحریر کتیبهٔ حیاط مسجد و مدرسهٔ سپهسالار بوده و در این کارِ بزرگ، که مستلزم حضور و استقرار در محل بوده، شاگرد وفادارش میرزا محمد ابراهیم تهرانی (متوفی ۱۳۲۱ قمری) نیز همکار ایشان بوده است.
لطفعلی صدرالافاضل (متوفی ۱۳۵۰ قمری) ماده‌تاریخ فوت میرزا غلام‌رضا را چنین برآورده استː
| شد به فرمان حق چو زین گیتی |  | به جنان میرزا غلام‌رضا    |
| آن‌که در عالم رضا دانم      |  | به قضای اله بود رضا      |
| نسختعلیق را چنان بنوشت     |  | که به هرگونه مدح گشت سزا |
| در صفائیه بر مزارش خوان    |  | حمد و اخلاص از صمیم صفا  |
| سال تاریخ سوگ او جستم      |  | از قضا باز گفت باش رضا   |

## شیوهٔ میرزا غلام‌رضا
میرزا غلام‌رضا به تسلط در جلی‌نویسی و خطوط درشت‌دانگ در شهر تهران شهرت داشته است. برخی نیز از سر حسادت یا کنجکاوی بحثی پیش می‌کشیدند که میرزا غلام‌رضا خطوطش را دورگیری می‌کند چراکه این حد از پرداخت در جلی‌نویسی در نظر ایشان طبیعی نمی‌آمده است. میرزا غلام‌رضا نیز به پیشنهاد نظام‌الدوله معیرالممالک مجلسی تدارک می‌بیند و در آن قطعه‌خط بزرگی را در حضور آنها که در مهارت او تشکیک کرده بودند با ابزار غیرمرسوم خوشنویسی می‌نویسد که اسباب حیرت حاضرین می‌شود.
میرزا غلام‌رضا مانند دیگر شاگردان آقا میر سید علی حکاک به سیاه‌مشق‌های خود نیز مشهور است. سیاه‌مشق‌های شاگردان میر سید علی، به‌خصوص سیاه‌مشق‌های میرزا غلام‌رضا، به‌جهت ترکیب‌بندی‌های سیال و متراکم، که در نمونه‌های پیش از خود متداول نبوده، به قالبی مستقل در خوشنویسی تبدیل می‌گردد. چراکه پیش از این، سیاه‌مشق عمدتاً کارکرد دست‌گرمی و تمرینی داشته و کمتر به‌عنوان قالبی مستقل مورد توجه خوشنویسان قرار می‌گرفته است. توجه به سیاه‌مشق در خط شاگردان آقا میر سید علی نیز شاهد دیگری است که نشان می‌دهد فرم، ترکیب‌بندی و ملاحظات زیباشناختی در آثار ایشان در اولویت بوده است.
شیوهٔ منحصربه‌فرد میرزا غلام‌رضا از اواخر دههٔ ۱۲۸۰ قمری شکل می‌گیرد. در قطعات نوشته‌شده در دههٔ ۱۲۹۰ قمری تا سال ۱۳۰۴ قمری که عمدتاً شامل سیاه‌مشق و سطر و قطعه‌نویسی می‌شود، نستعلیق او در نسبت با نمونه‌های دههٔ ۱۲۸۰ قمری که حروف را عموماً راست‌قامت‌تر و با تناسبات نزدیک‌تر به شیوهٔ میرعماد متأخر تحریر می‌کرده، رفته‌رفته لهجهٔ شکسته‌نستعلیق پیدا می‌کند. در این دوره که آخرین دورهٔ تکاملی خط اوست، کاسهٔ دوایر تنگ‌تر، شمره‌ها پرتابی‌تر، دمِ میم‌ها و سرکش‌های کاف بلندتر، قامت الف‌ها کوتاه‌تر، چشمِ حروف بازتر و مدّات پرقوس‌تر تحریر می‌شوند. جملگی ویژگی‌های یادشده با درجات بیشتر و مشخص‌تری در شکسته‌نویسی به‌ کار گرفته می‌شوند.

## امضا
میرزا غلام‌رضا از معدود خوشنویسان در تاریخ نستعلیق‌نویسی است که امضای منحصربه‌فردی علاوه بر نام خود دارد. این امضا عبارت «یا علی مدد است» یا در برخی قطعات «یا علی مدد» است، که آن را معمولاً با نیش قلم و به خط شکسته در محلی مناسب در قطعه تحریر می‌کند. در تعداد پر شماری از قطعات تنها همین امضا را نوشته و از تحریر نام خود اجتناب کرده است.

## آثار

### کتاب‌ها
- رساله تحفه‌الوزراتحفه‌الوزرا - در سال ۱۲۵۹
- مناجات‌نامه منظوم منسوب به حضرت علی
- ۲۹۸ صفحه بیاض که تنها سند کتبی اشعار میرزا غلام‌رضا اصفهانی می‌باشد.
- رساله‌ای در اصطلاحات صوفیه
- گلستان سعدی به خط شکسته
- سفرنامه حاج سیاح در ۲۱۶ صفحه به خط شکسته (ناتمام)
- کتاب پاتولوژیپاتولوژی ترجمه میرزا علی‌خان رئیس‌الاطباء در حدود ۲۰۰ صفحه به خط شکسته

### قطعات
از میرزا غلام‌رضا قطعات فراوان در قالب‌های گوناگون در مجموعه‌های و موزه‌های مختلف در سرتاسر جهان نگهداری می‌شود. از مرقع‌های مشهور از قطعات میرزا غلام‌رضا مرقع معیرالممالک و مرقع معتضدالدوله مهران (محفوظ در کتابخانهٔ مرکزی دانشگاه تهران) است.

### خوشنویسی کاربردی
- کرهٔ جواهر: کرهٔ جغرافیایی است که به دستور و ابتکار ناصرالدین شاه از گنجینهٔ جواهرات سلطنتی ساخته شده است. در جبهه‌ای از این کره عبارت «السلطان بن السلطان ناصرالدین شاه قاجار خلدالله ملکه سنه ۱۲۹۱» در ترکیب سه‌سطری نستعلیق و به شکل گوهرنشان نقش بسته و پیرامون آن با سنگ‌های زینتی آراسته شده است.
- مهر آستان قدس رضوی: سجع مهر «السلطان علی بن موسی‌الرضا» به خط نستعلیق در سال ۱۲۹۶ قمری نوشته شده و خوشنویس آن میرزا غلام‌رضا معرفی شده است.
- مهرها و عنوان‌نوشته‌های دوستمحمد خان معیرالممالک

### کتیبه‌نگاری
- کتیبهٔ سنگ مزار مهدعلیا (متوفی ۱۲۹۰ قمری): کتیبهٔ برجسته، تراشیده از سنگ مرمر به خط نستعلیق است که رقم «غلامرضا» و تاریخ ۱۲۹۶ قمری دارد.
- کتیبهٔ سردر الماسیه[۱۸] حاوی عبارت «السلطان ناصرالدین شاه قاجار»ː تخریب شده و تصویری از آن موجود نیست.
- کتیبهٔ مسجد و مدرسهٔ سپهسالار: کتیبهٔ جلوخان مسجد و بخش‌هایی از کتیبهٔ حیاط در سال‌های ۱۳۰۲-۱۳۰۴ قمری.

## شاگردان
از جمله شاگردانی که نزد میرزا غلام‌رضا تعلیم دیده‌اند و خوشنویس حرفه‌ای بوده‌اند، می‌توان به میرزا محمدابراهیم تهرانی شهیر به میرزا عمو (متوفی ۱۳۲۱ قمری)، میرزا عبدالکریم منشی معتمدالکتاب (متوفی ۱۳۵۰ قمری)، محمدعلی خوشنویس تهرانی، میرزا غلام‌رضا تهرانی (فرزند میرزا محمد کاظم تهرانی خوشنویس)، میرزا زین‌العابدین تهرانی (فرزند سید میر حسین خوشنویس‌باشی)، سید محمدحسین خوشنویس‌باشی زنجانی (فرزند میرزا عبدالجبار خمسه‌ای) و میرزا ابوالقاسم گشتاسپی خوشنویس اشاره کرد.
از جمله بزرگ‌زادگان و اشراف که نزد میرزا غلام‌رضا تعلیم خط دیده‌اند نیز می‌توان به امیردوستمحمد خان معیرالممالک (۱۲۷۳-۱۳۳۱ قمری)، میرزا محمد خان حشمت‌الممالک (۱۲۷۵ قمری-۱۳۱۵ شمسی)، دوستعلی خان معیرالممالک (۱۲۹۳ قمری-۱۳۴۵ شمسی)  و حاج میرزا یحیی دولت‌آبادی (۱۲۷۹ قمری-۱۳۱۸ شمسی) اشاره کرد.

## نگارخانه

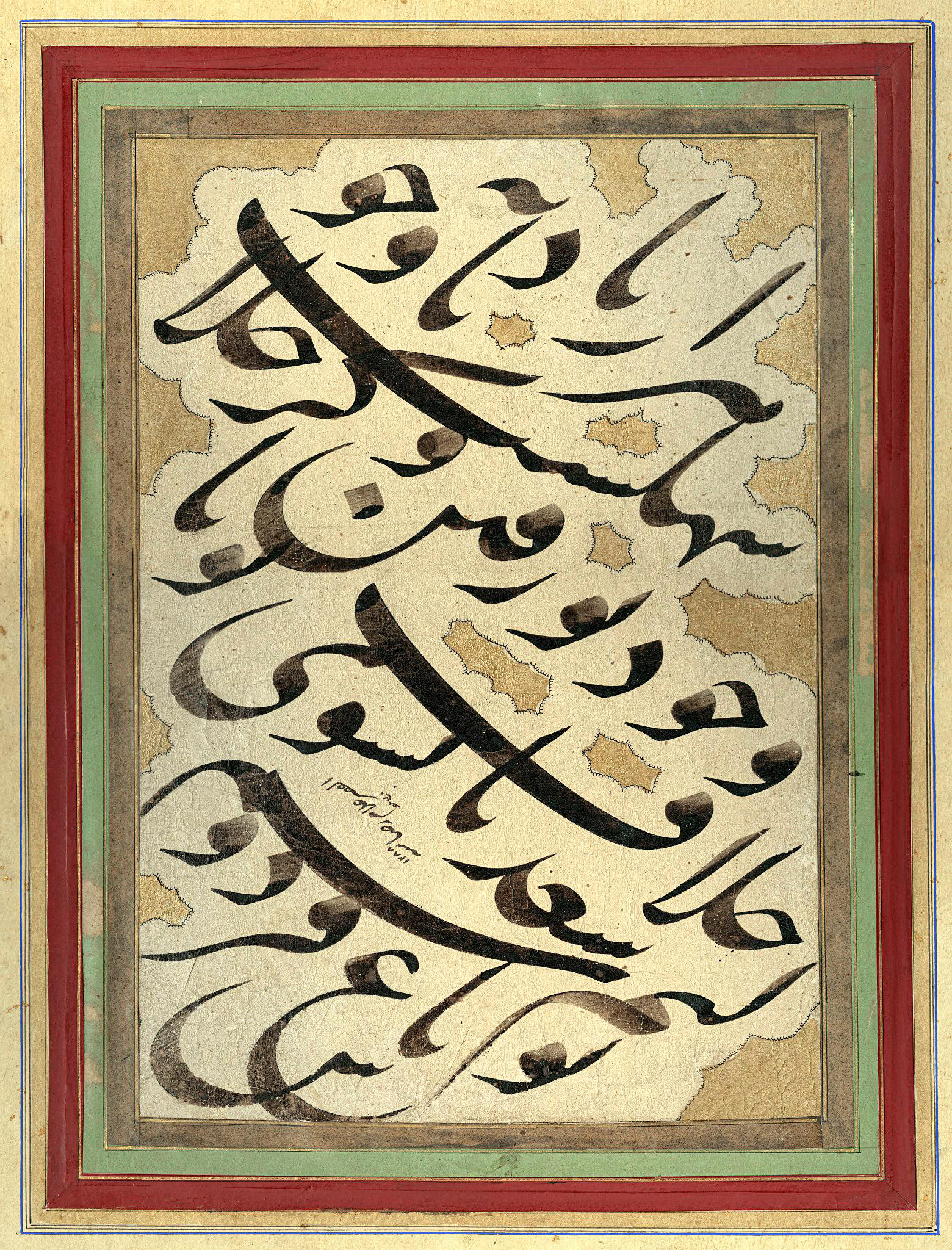
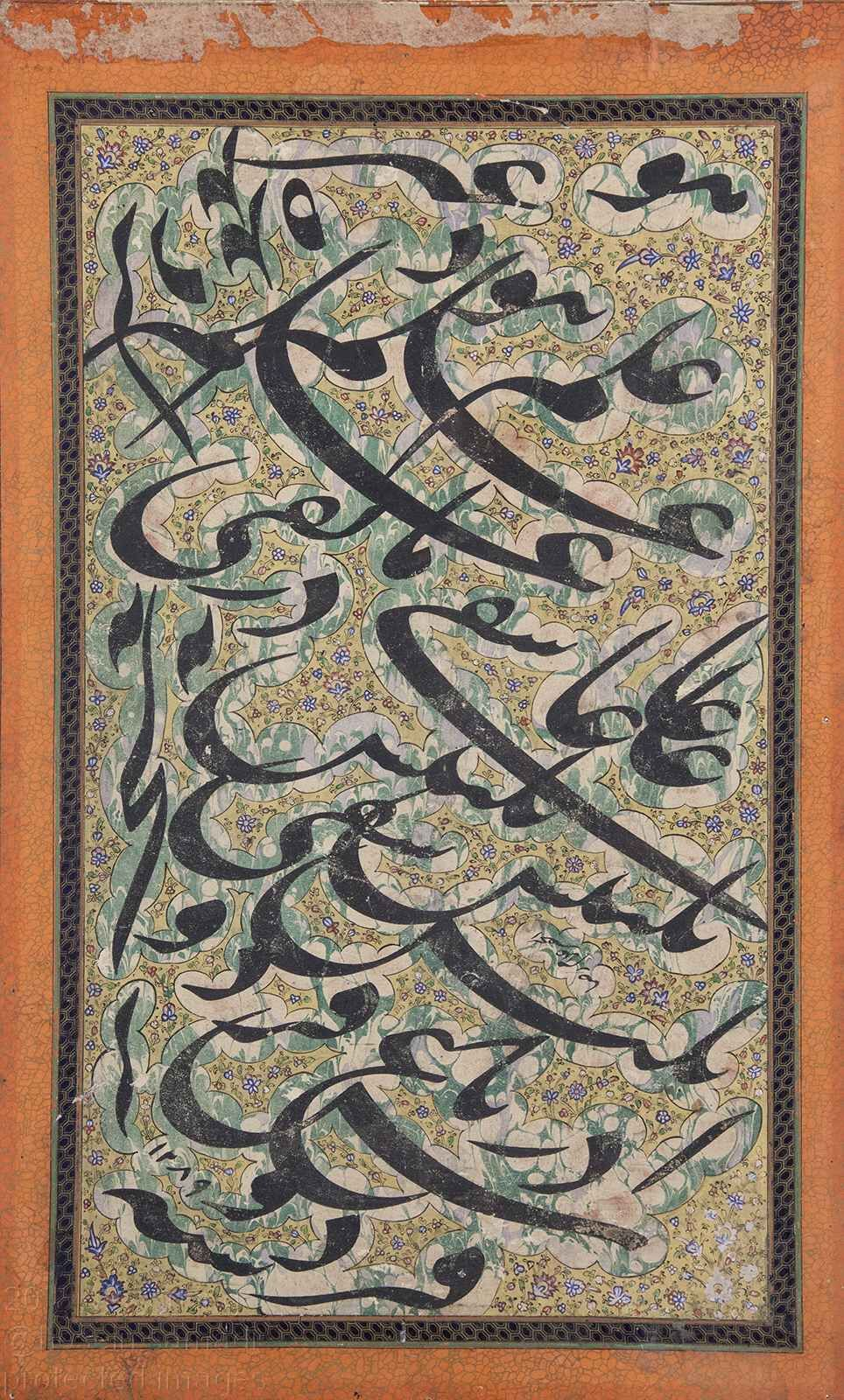
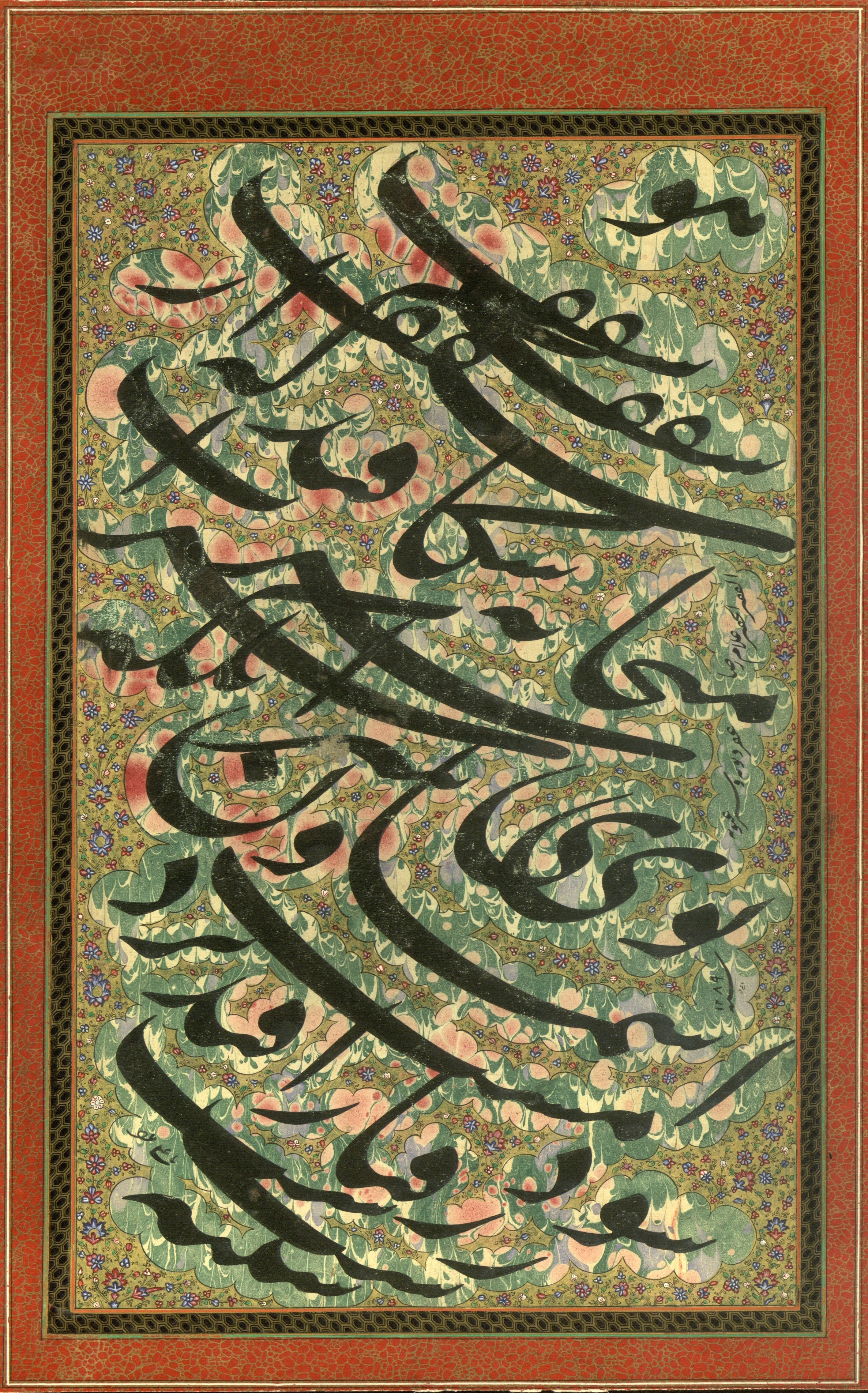
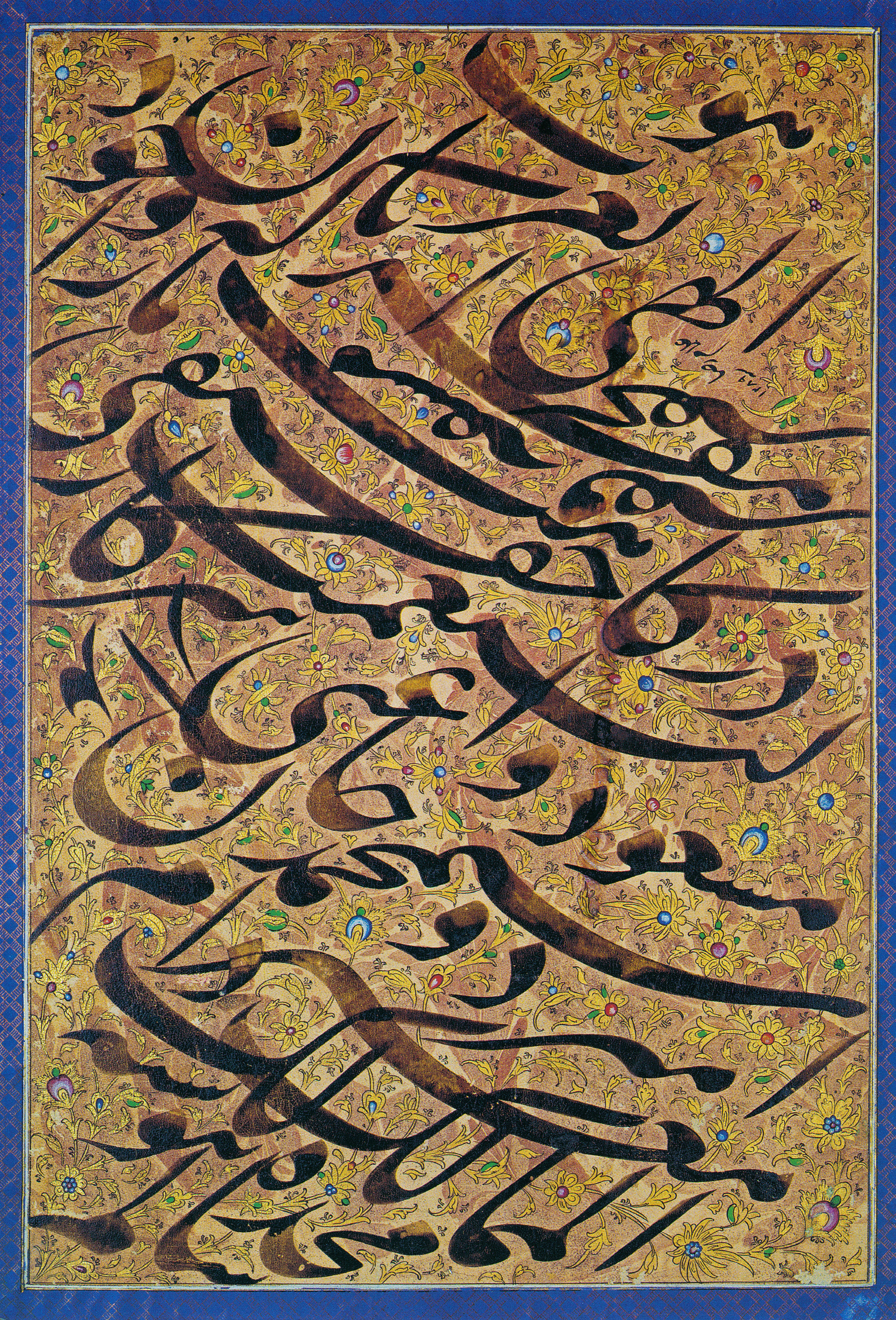
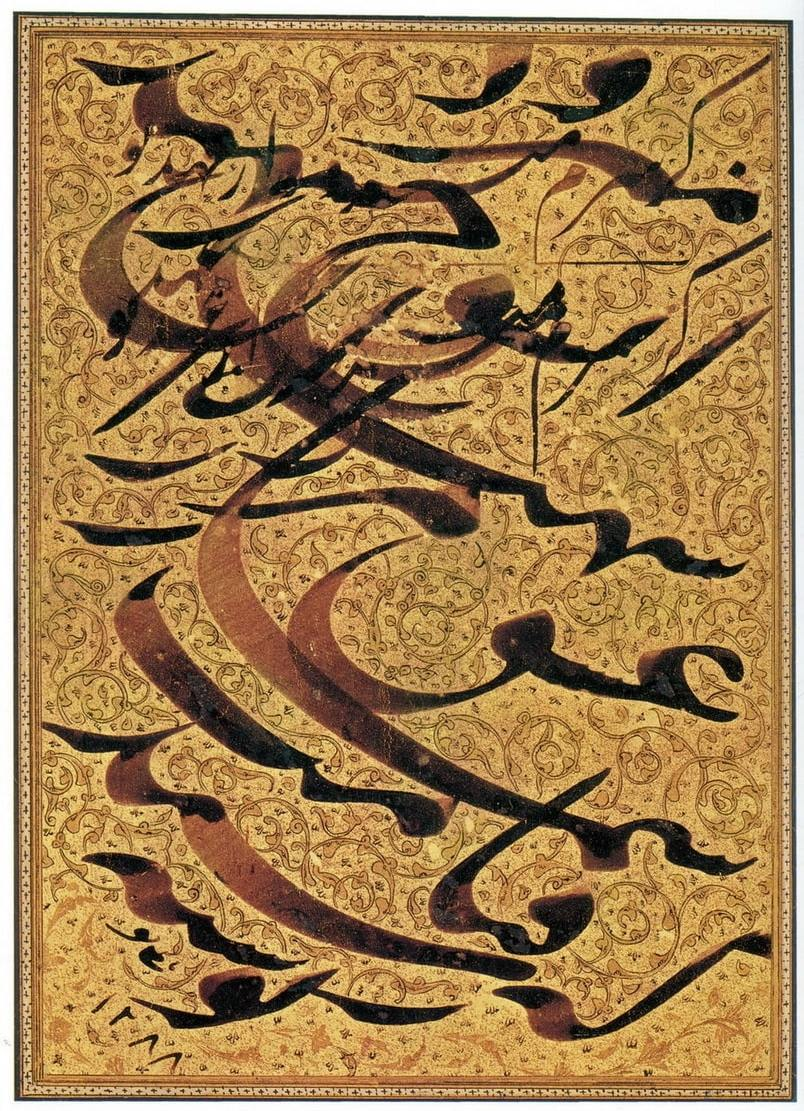
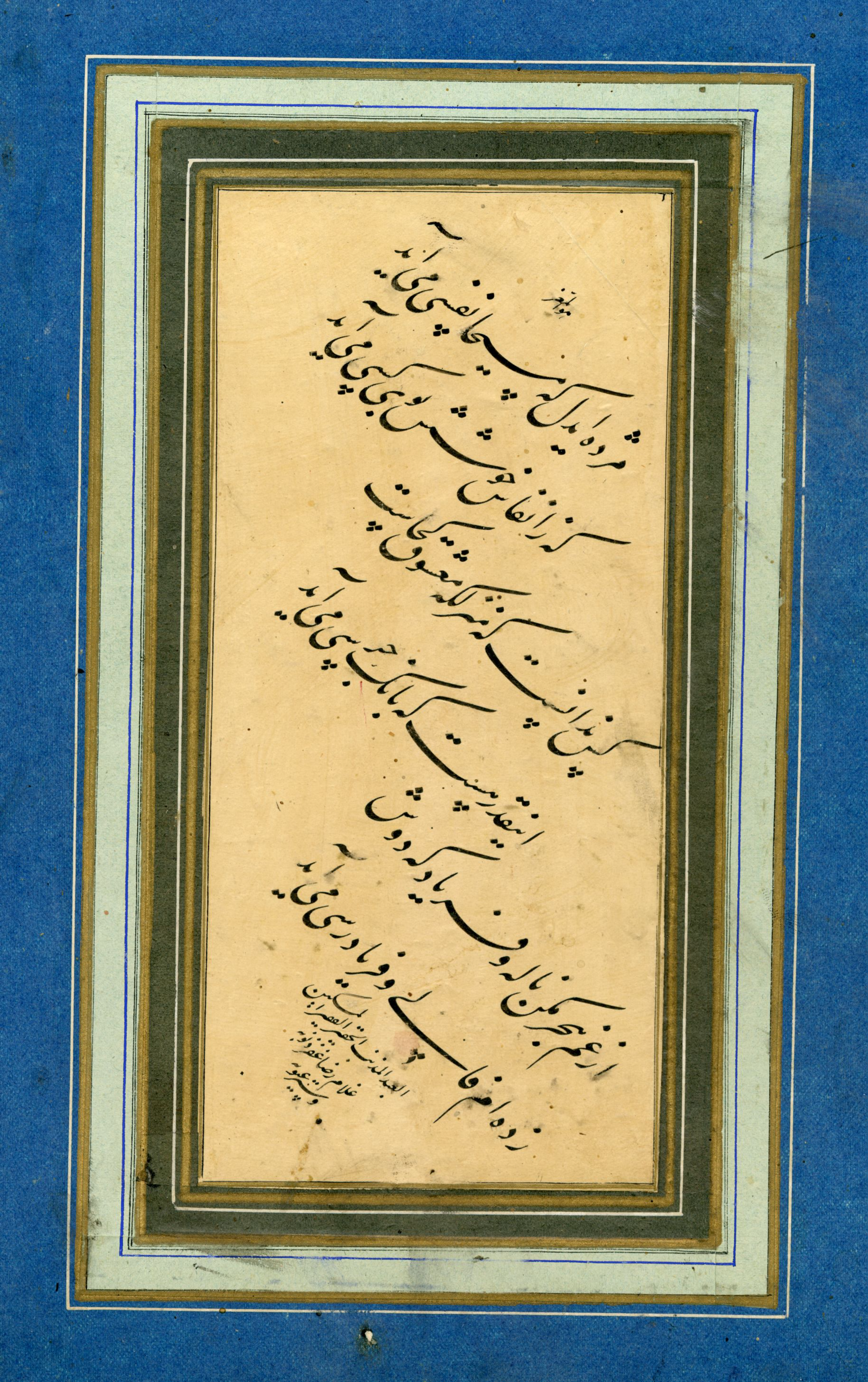
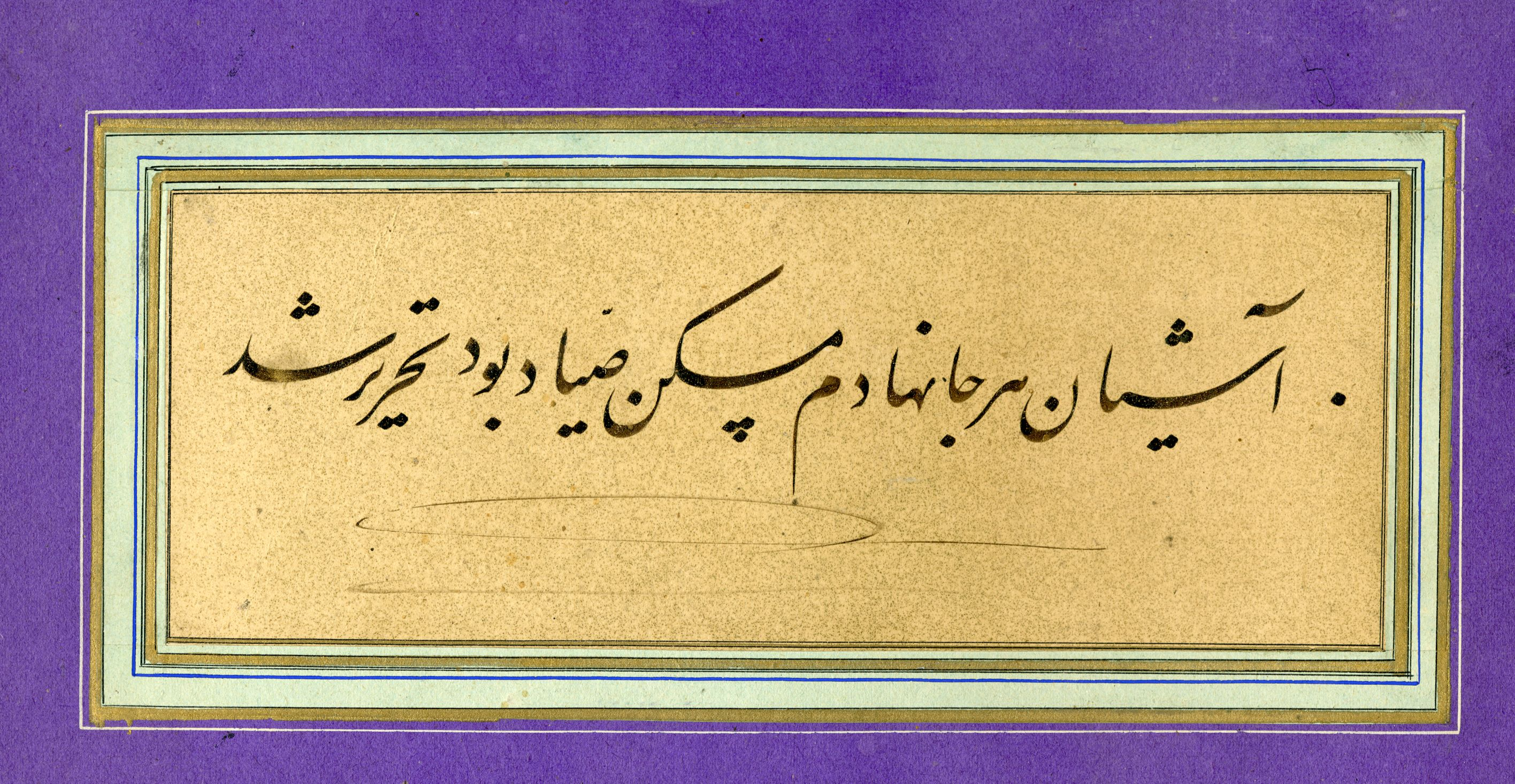
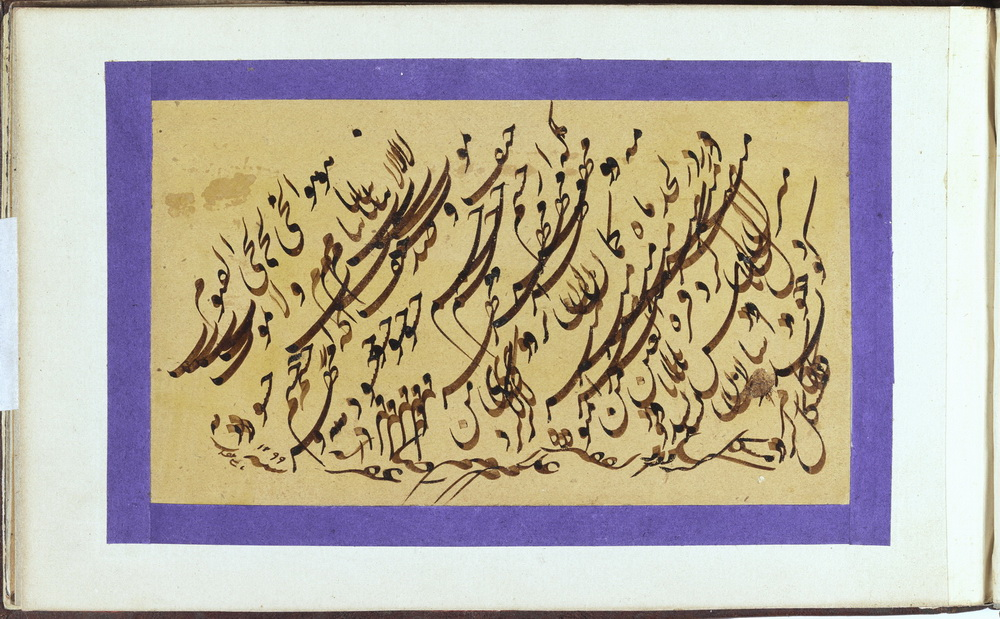
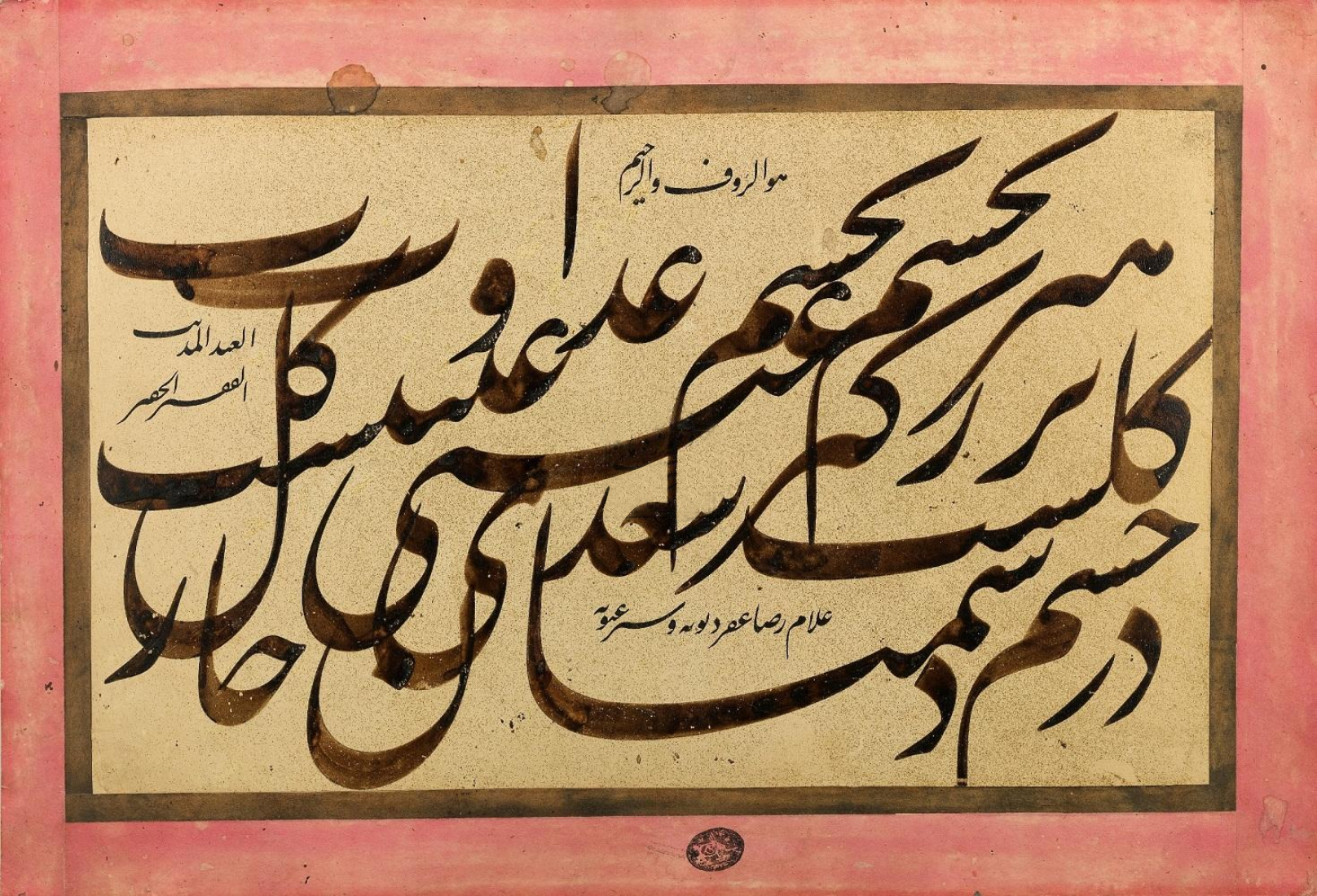
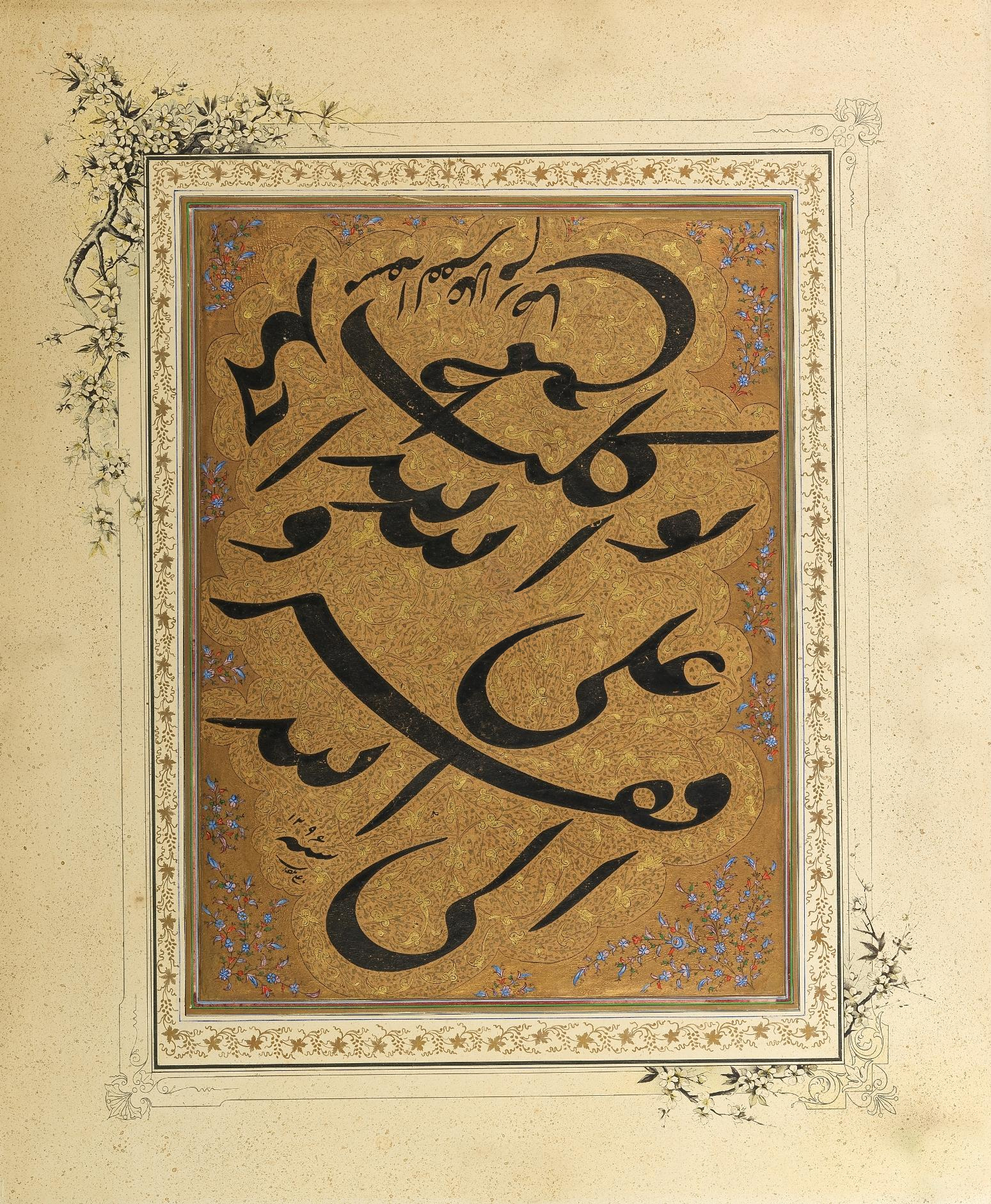
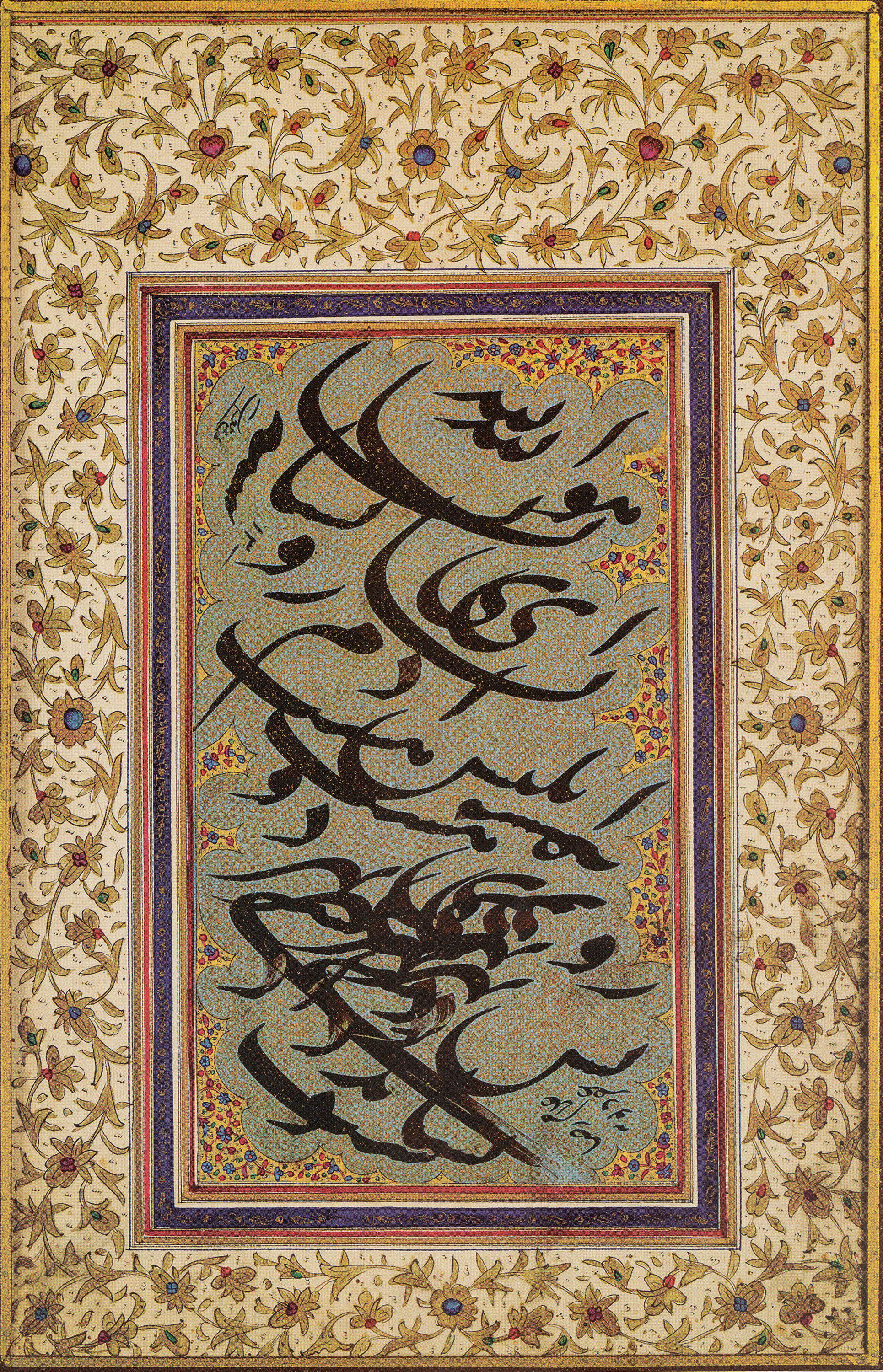
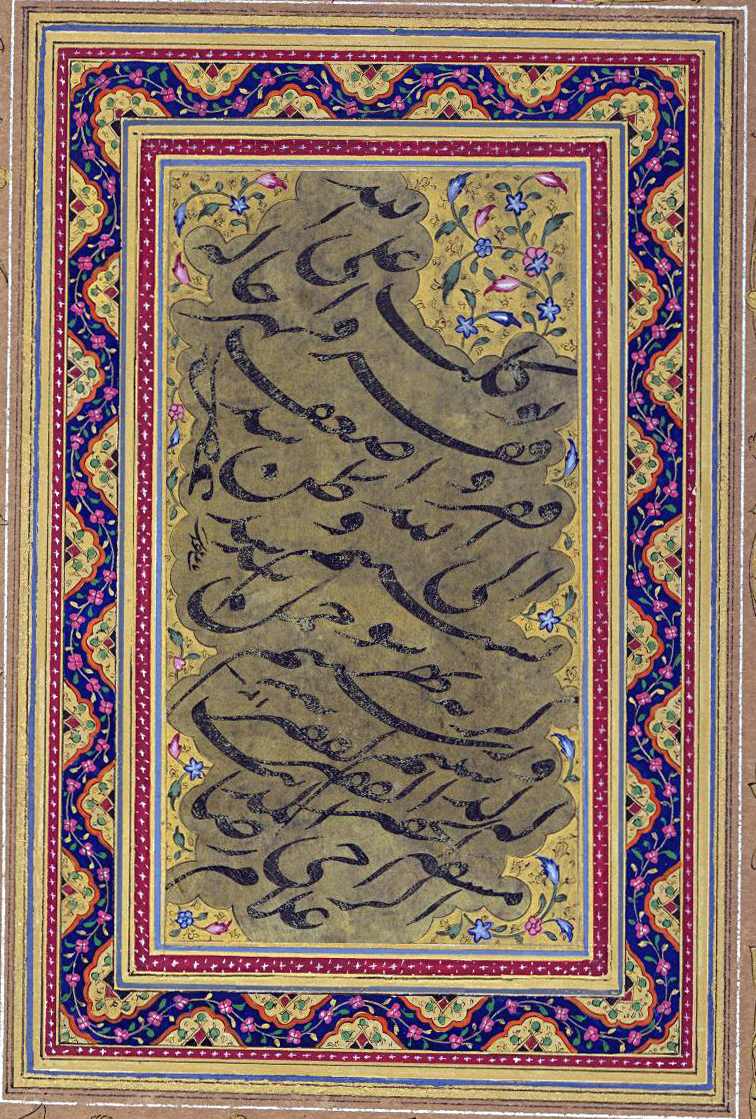
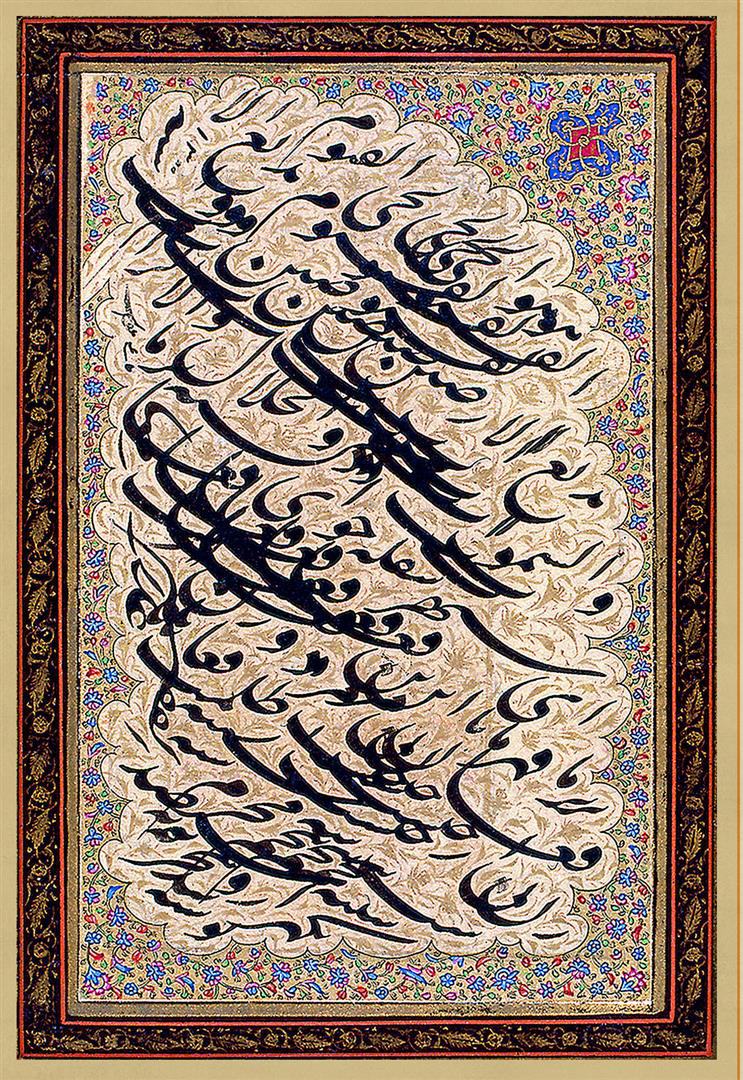
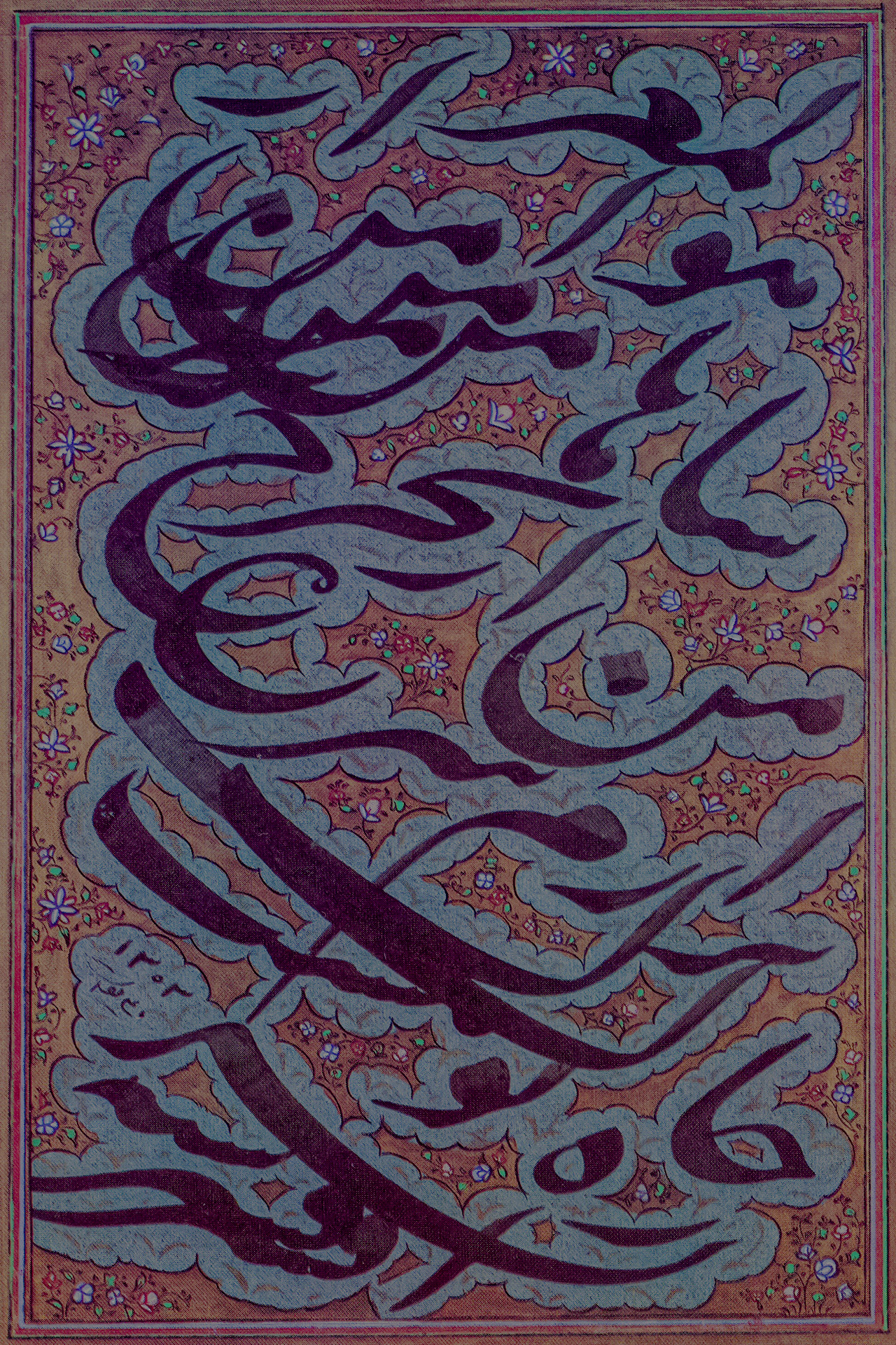
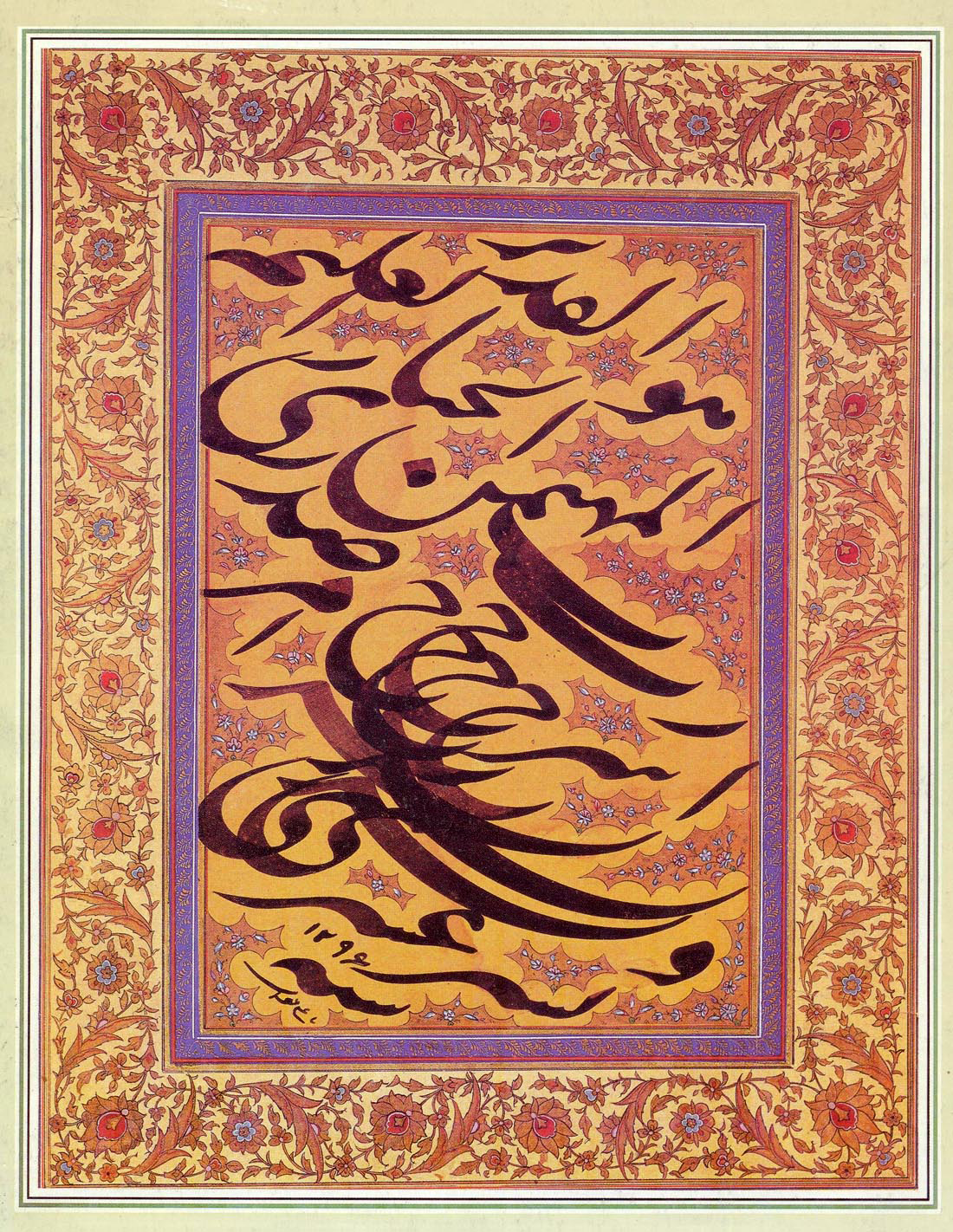
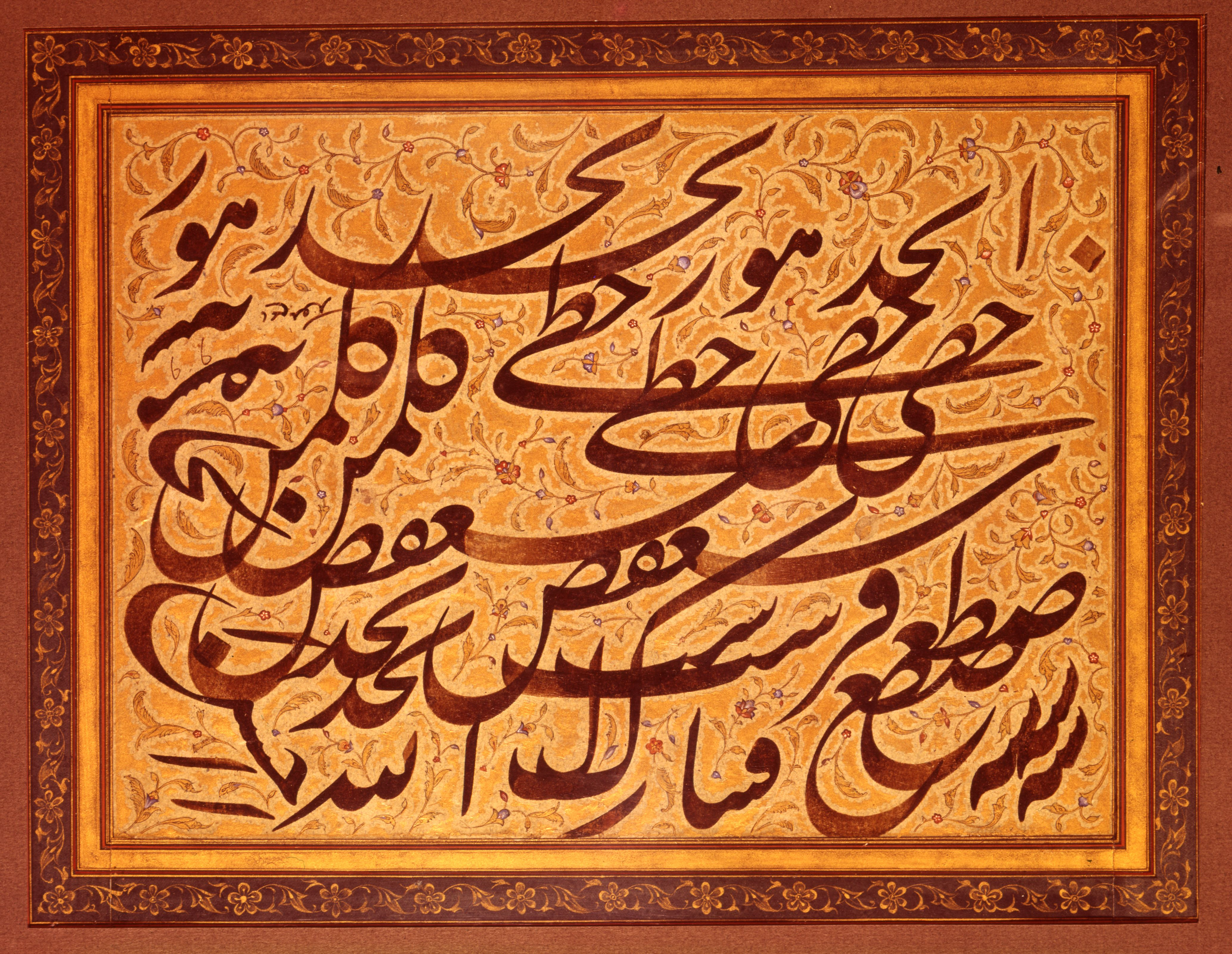
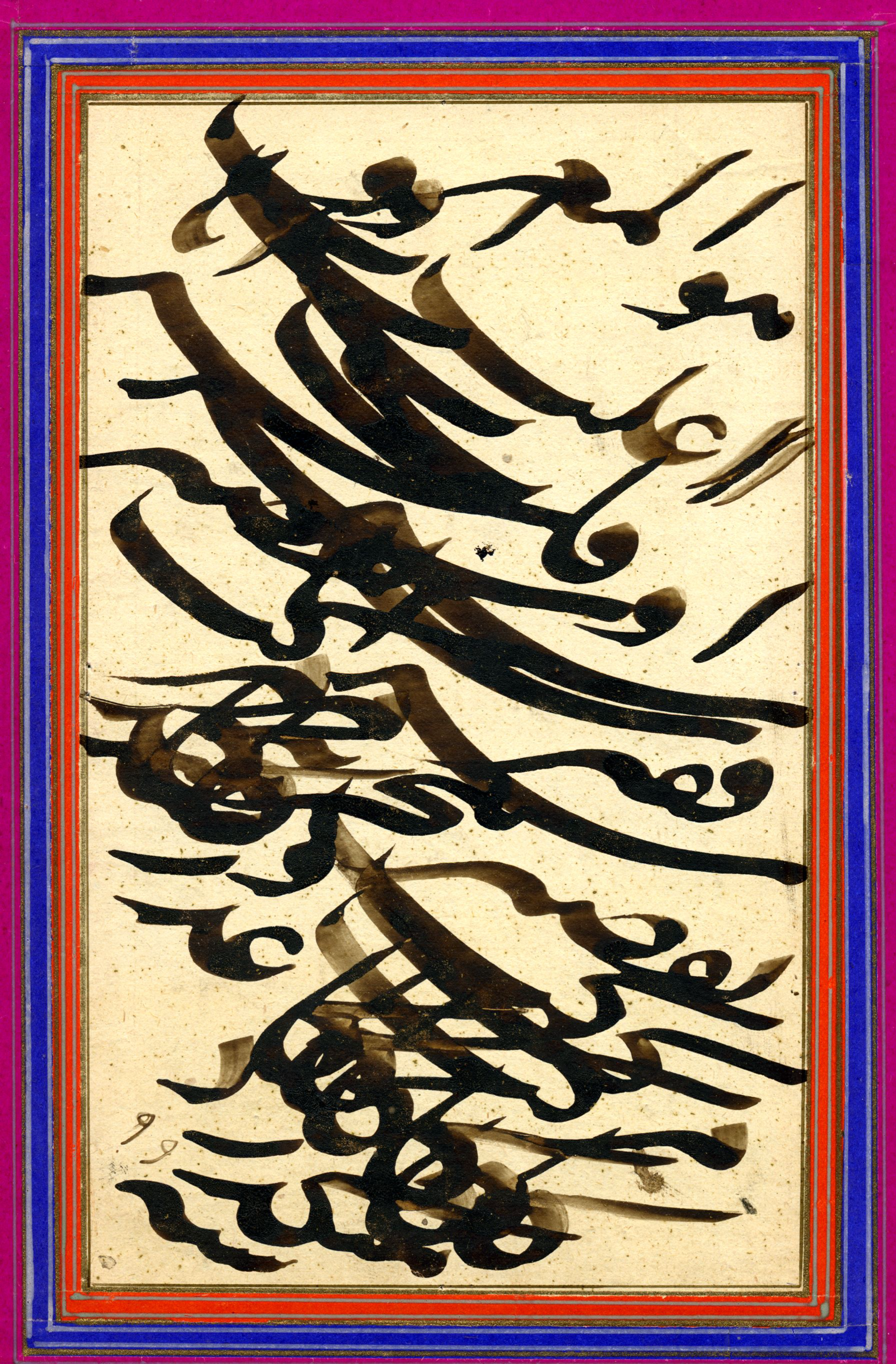
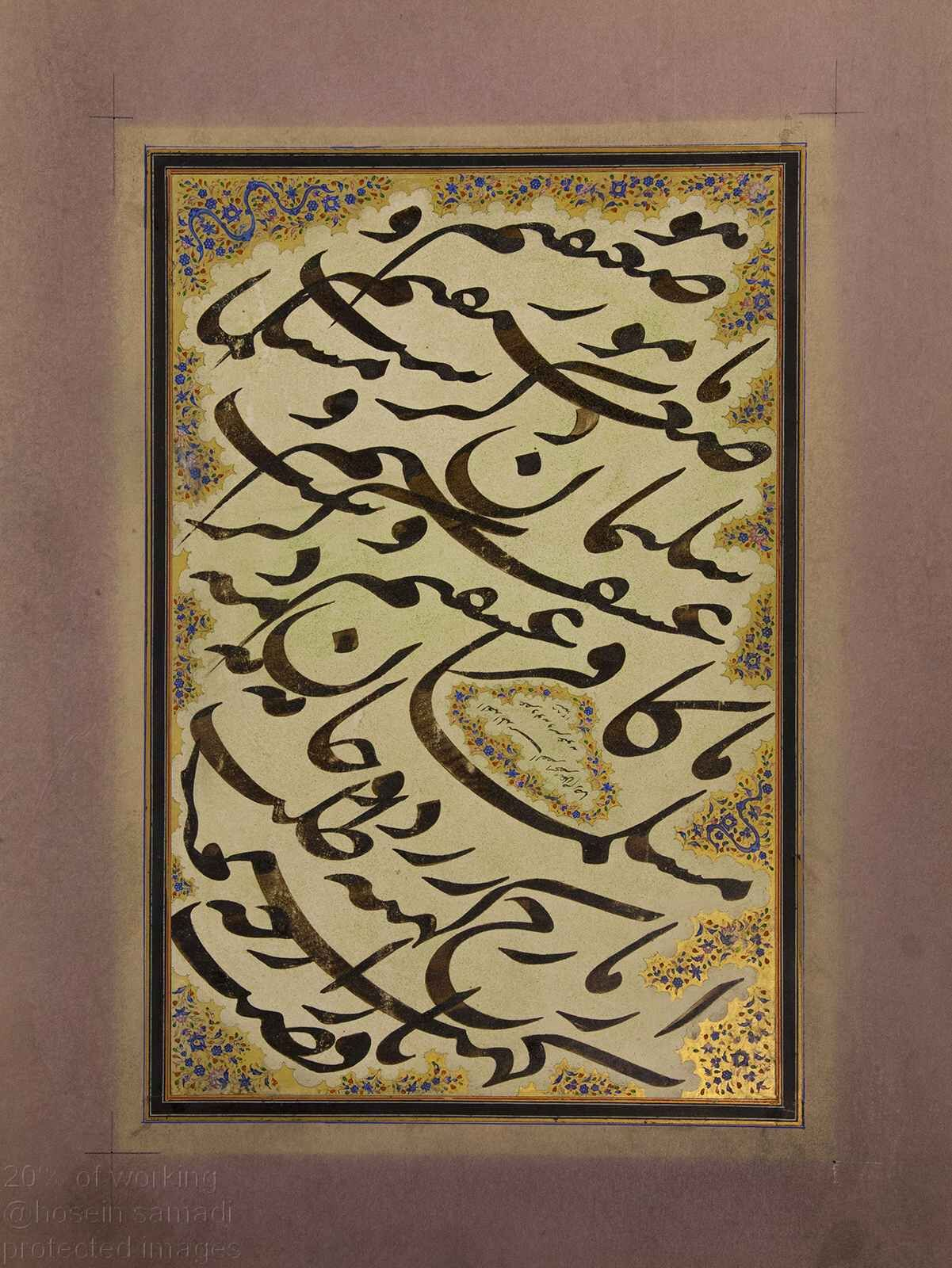
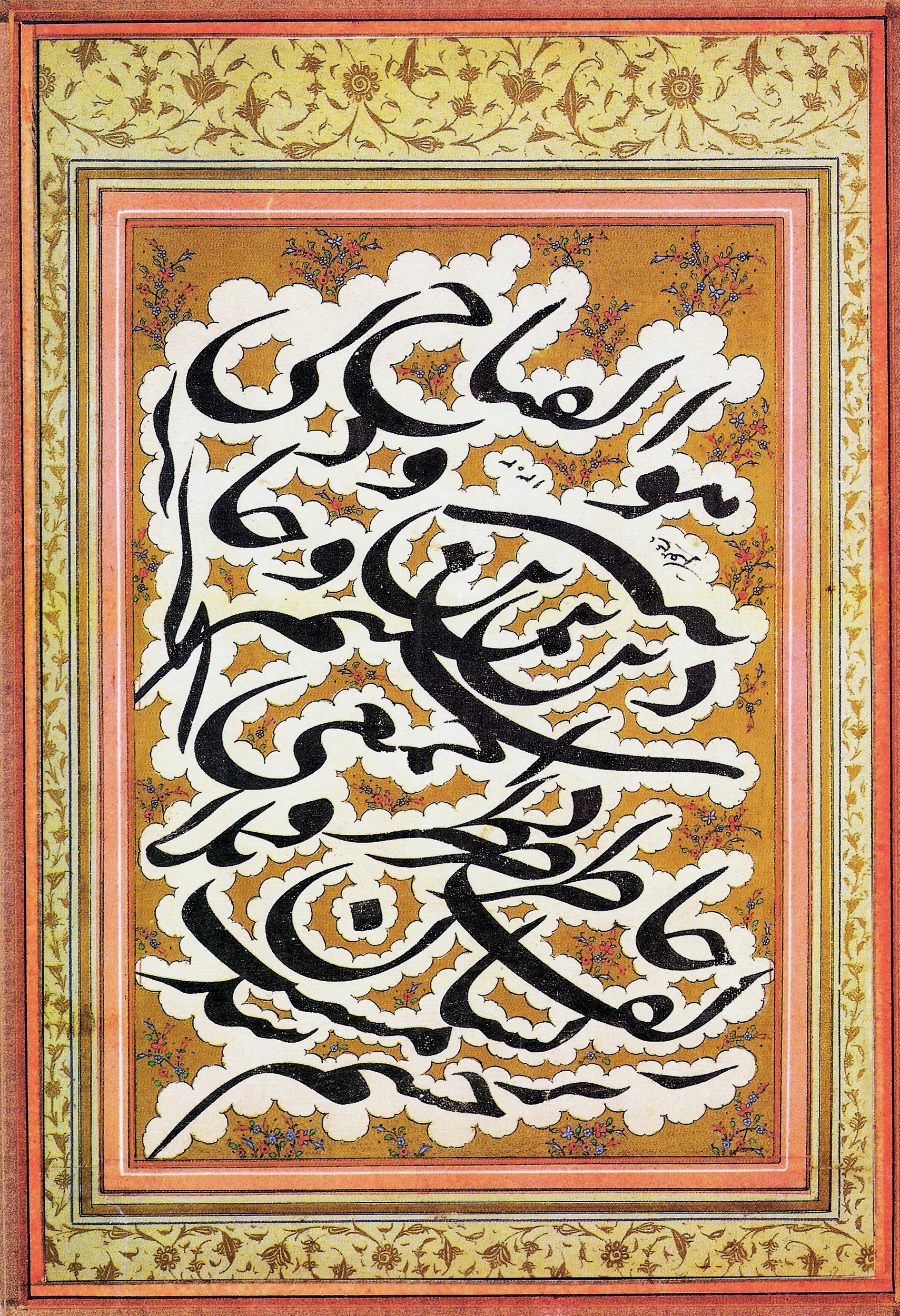
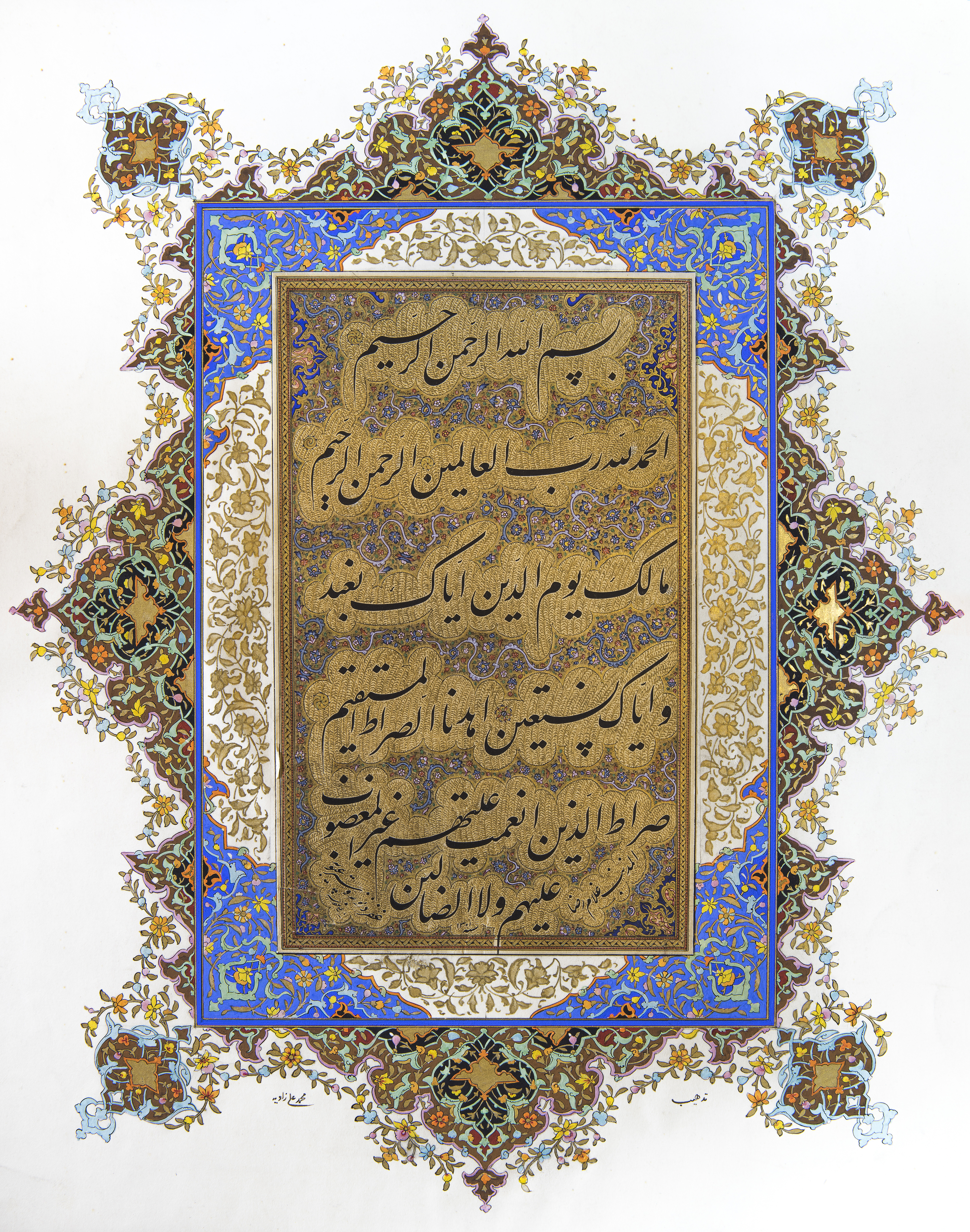
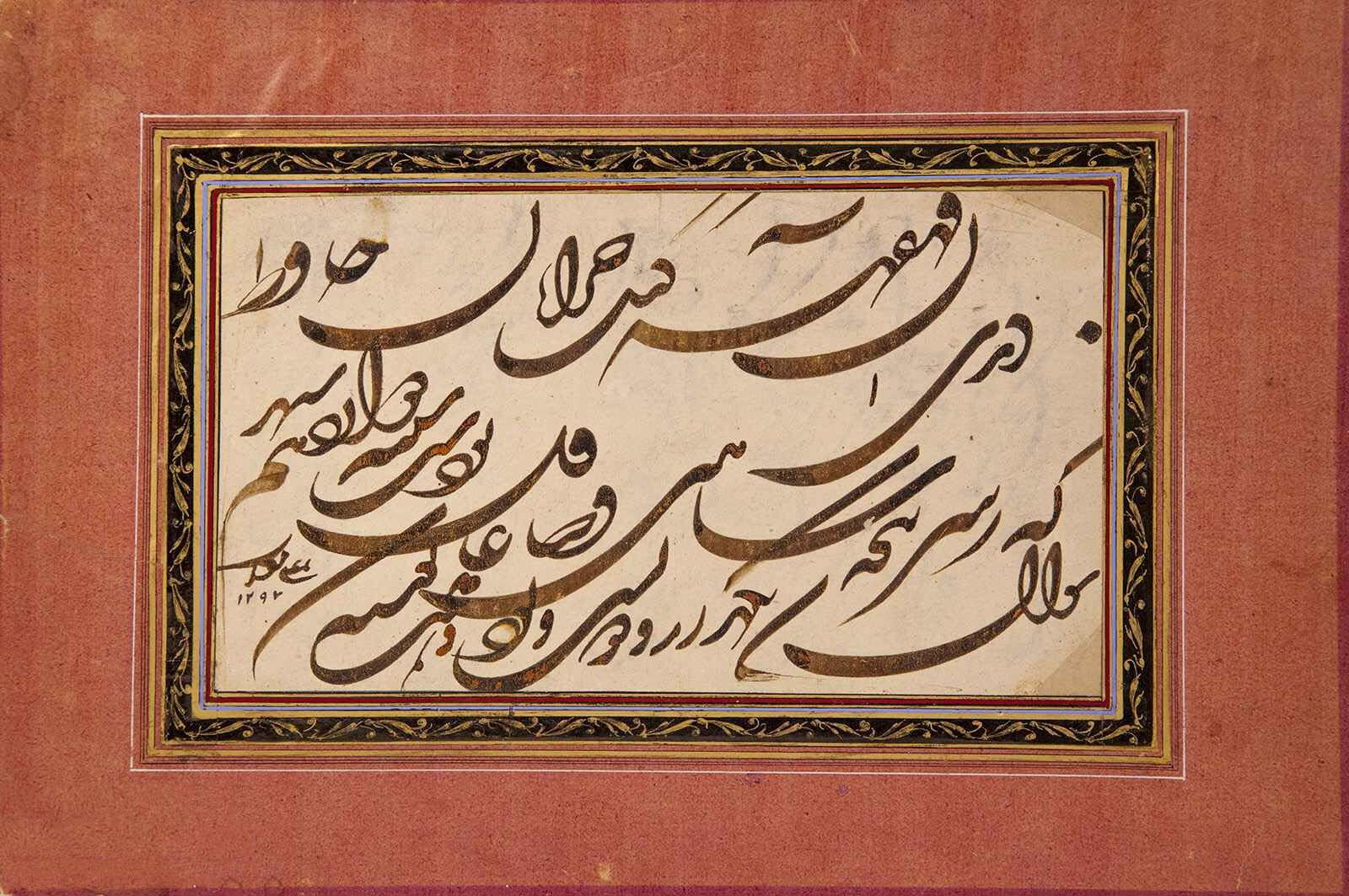
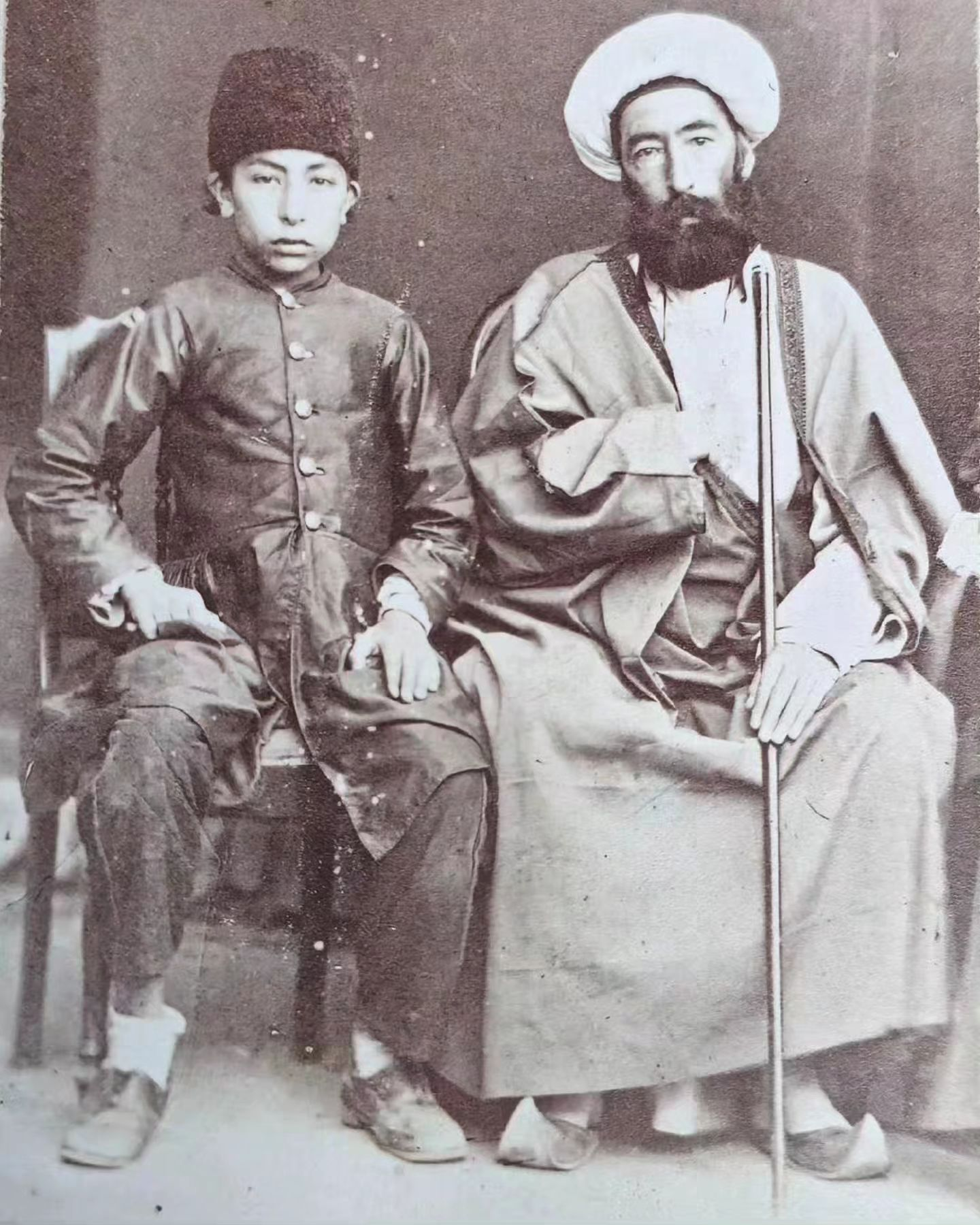
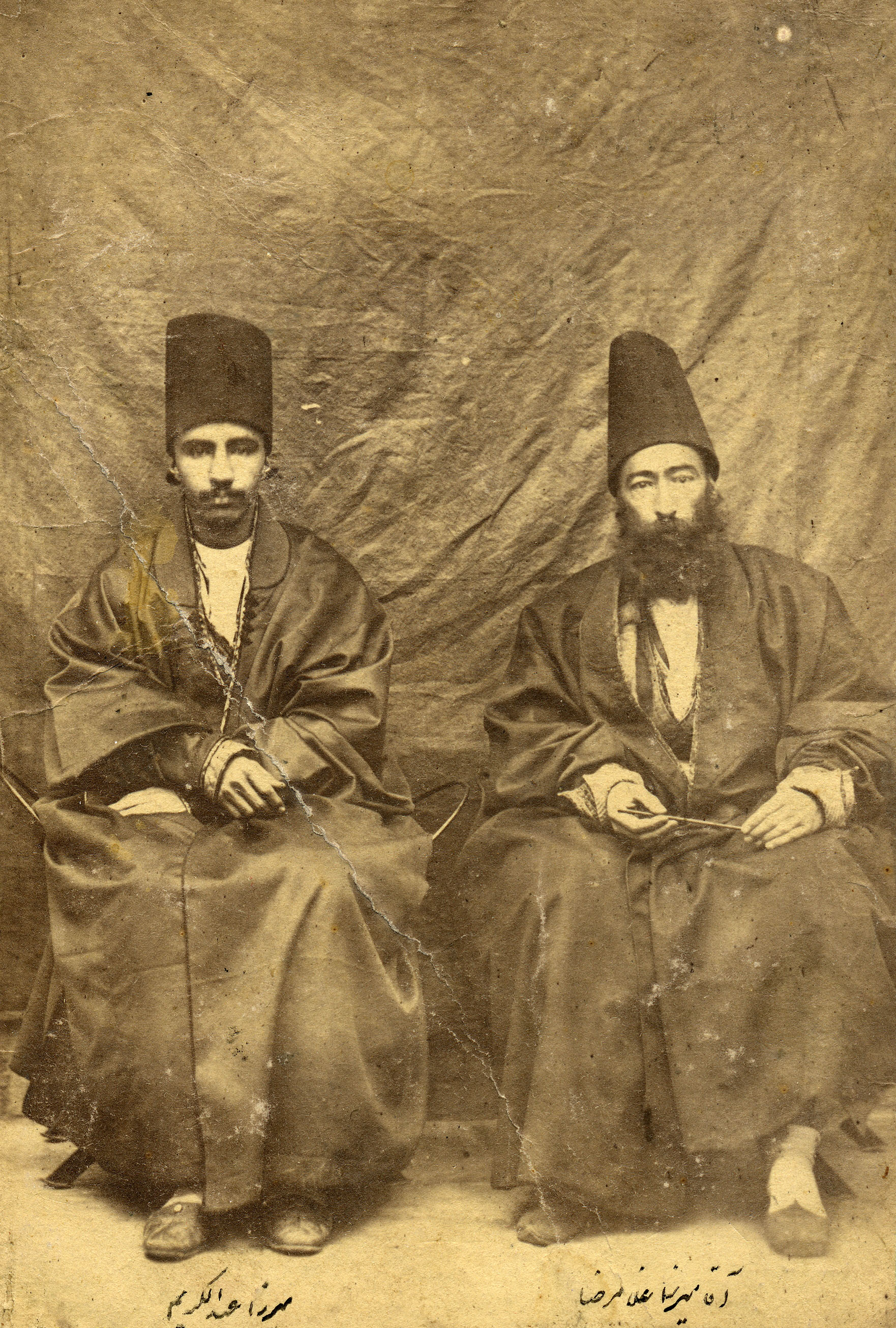
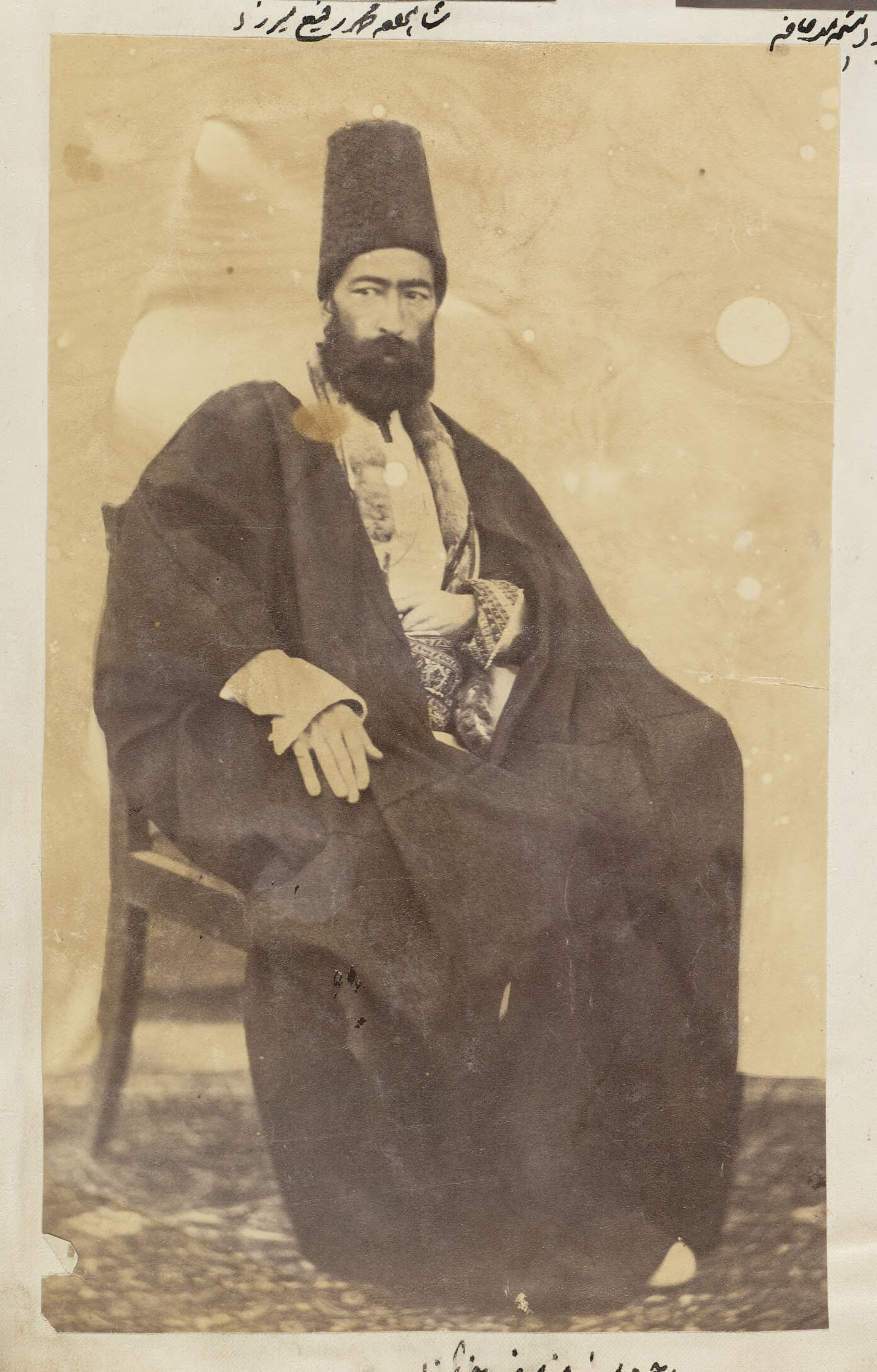
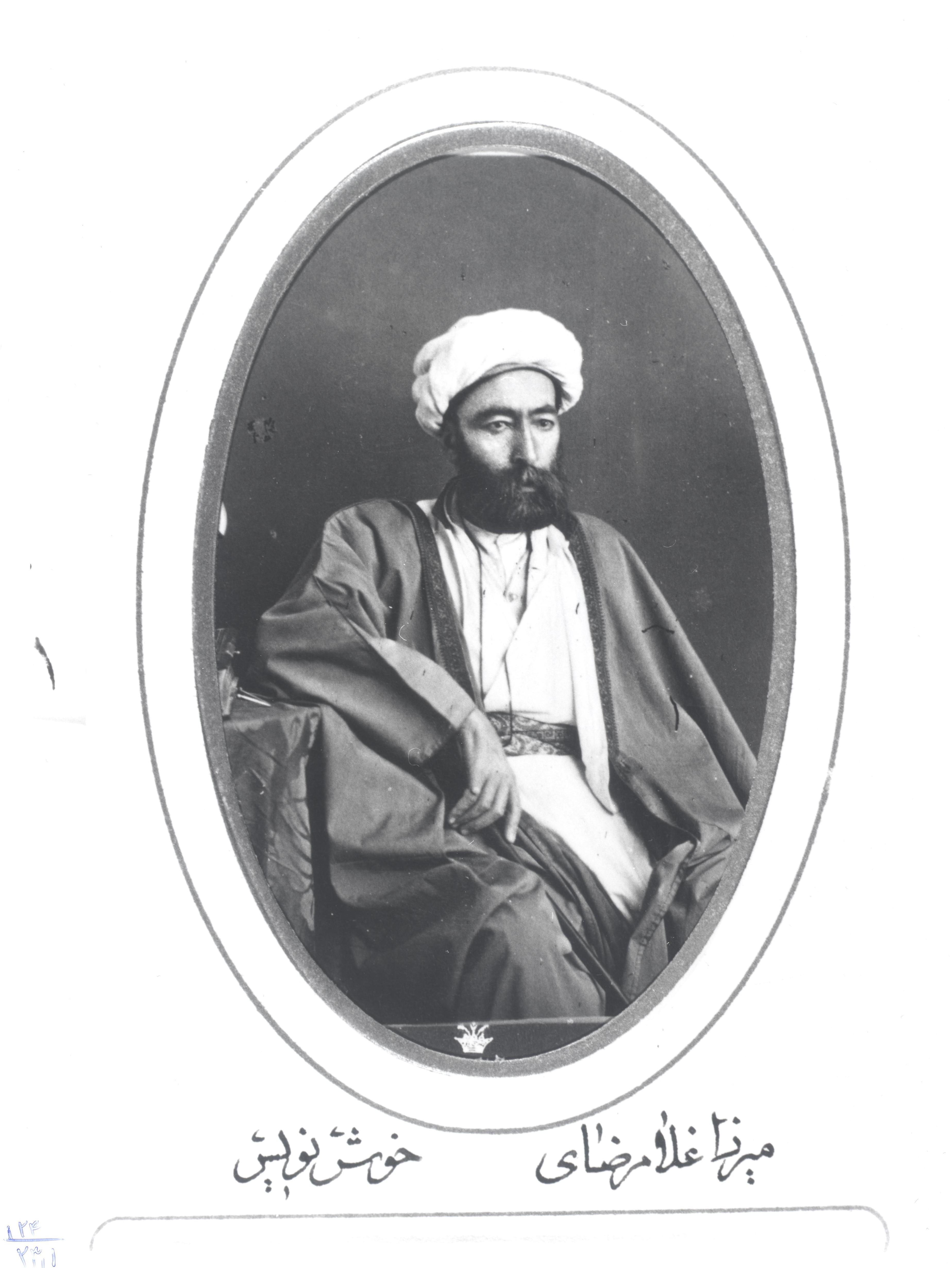